# Herbert James Draper
Herbert James Draper (Londra, novembre 1863 – Londra, 22 settembre 1920) è stato un pittore inglese d'età vittoriana.

## Biografia
Studiò arte alla Royal Academy londinese e compì svariati viaggi di studio a Roma e Parigi tra il 1888 e il 1892. Nel 1890 lavorò come illustratore e nel 1891 sposò Ida Williams, figlia d'un magistrato, da cui ebbe una figlia. in seguito lavorò per l'inglese Illustrated Magazine come illustratore di libri dedicati ai giovani.
Nel 1894 iniziò il suo periodo di massima produttività, concentrandosi particolarmente su temi mitologici collegati alla Grecia antica. Il suo dipinto Il lamento per Icaro del 1898 gli fruttò la medaglia d'oro all'esposizione universale di Parigi del 1900.
Il genere a cui si ascrive il pittore viene definito classicismo, anche se le sue tecniche si discostano in parte dall'accademismo dell'epoca e riflettono uno stile personale nell'uso frammentario e quasi divisionista del colore. Gli ambienti raffigurati richiamano la pittura simbolista, e le frequentazioni artistiche, alcuni temi, il suo uso della figura femminile, richiamano l'ambito dei preraffaelliti. Fu amico del pittore John William Waterhouse.
Anche se Draper non era né un membro né un associato della Royal Academy prese parte alle manifestazioni annuali dal 1897 in poi. Durante la sua vita Draper fu molto famoso e divenne un ritrattista noto, anche se l'avanguardia pittorica dell'epoca, e il travolgente successo dell'impressionismo, lo relegarono in parte nelle retrovie dell'arte figurativa a lui contemporanea, in un'epoca di fortissime innovazioni. Nei suoi ultimi anni venne quasi dimenticato e la sua attuale popolarità è oggi quasi del tutto sbiadita.
Le sue opere sono conservate principalmente in Inghilterra, Francia, Italia.

## Dipinti

### Temi mitologici

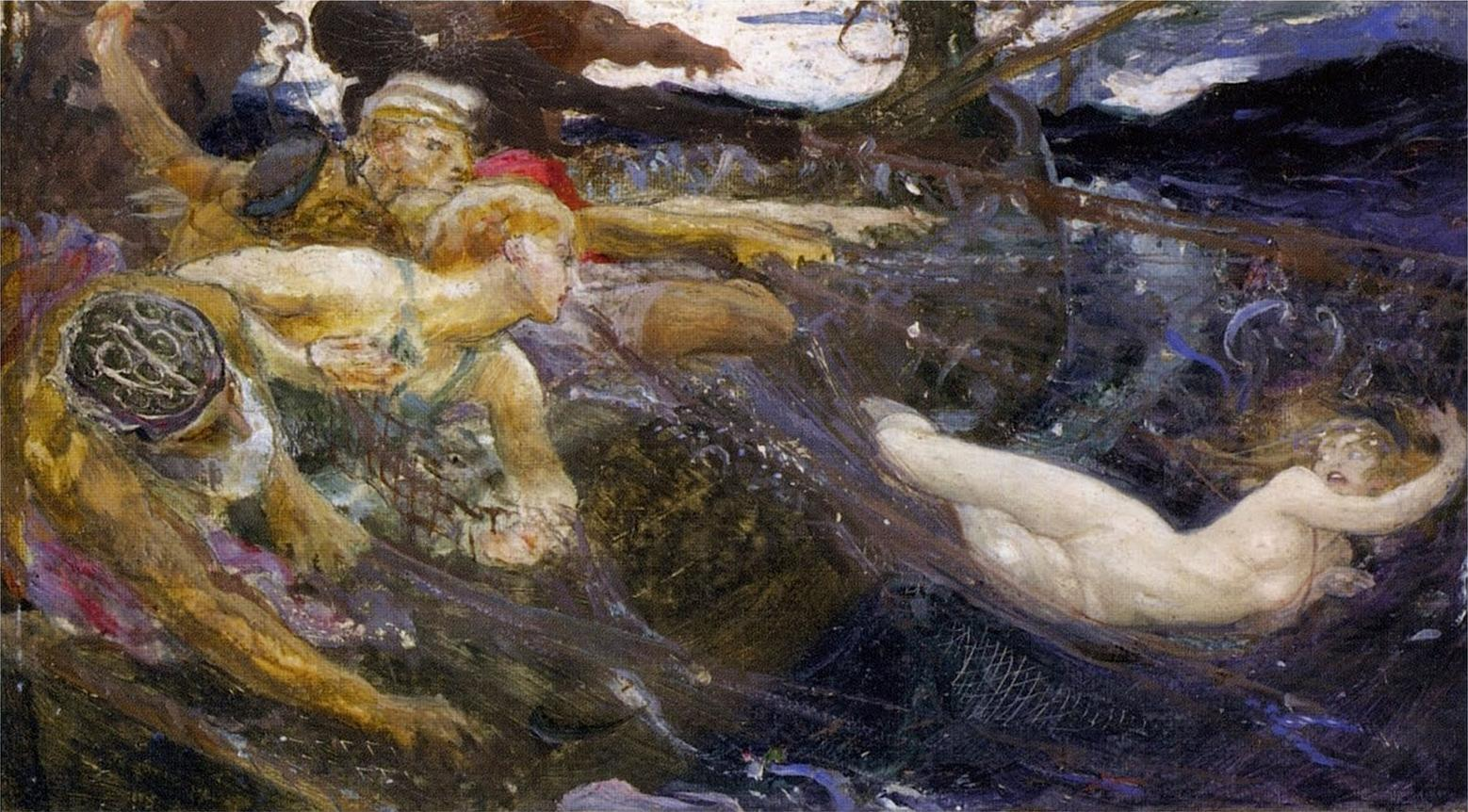
Study for The Sea Maiden (1894)
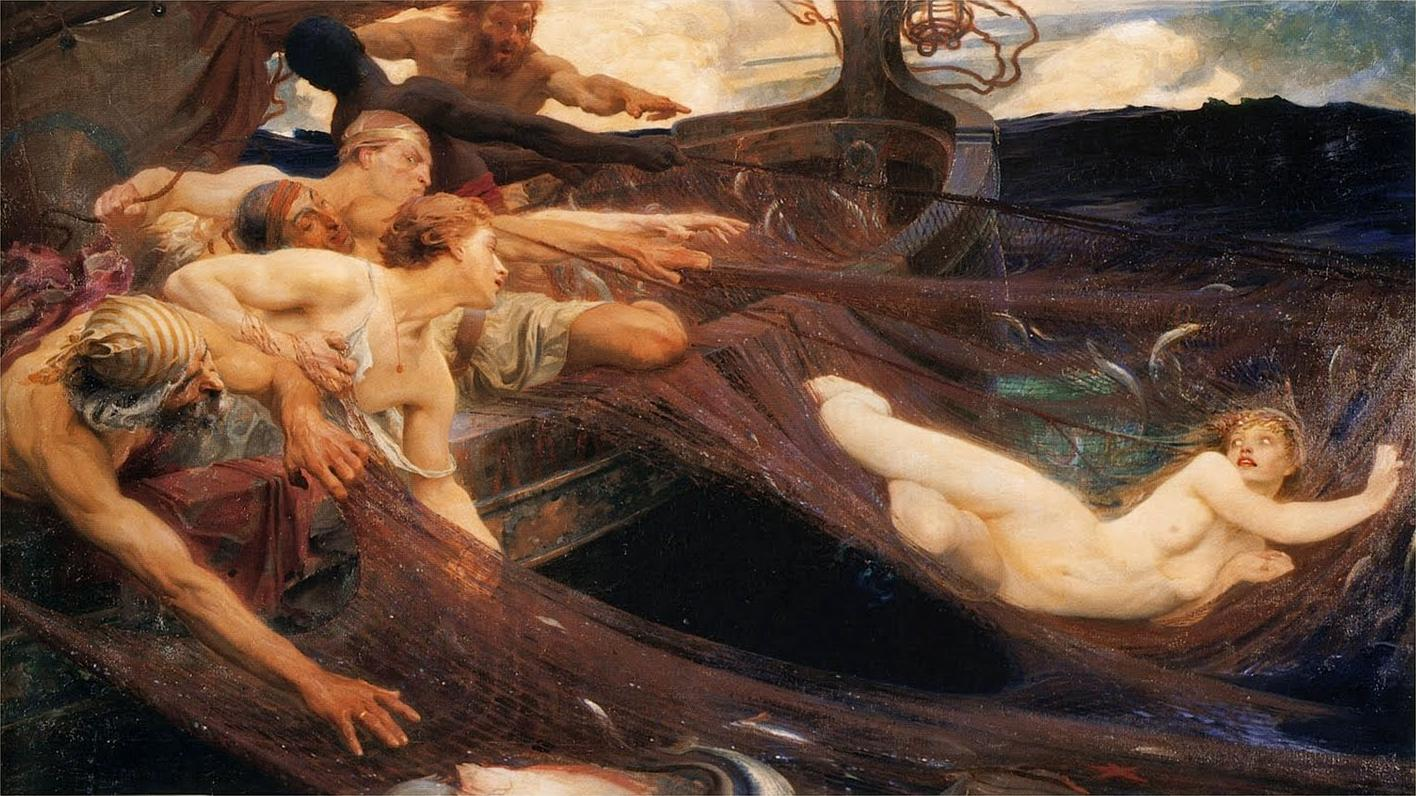
The Sea Maiden (1894)
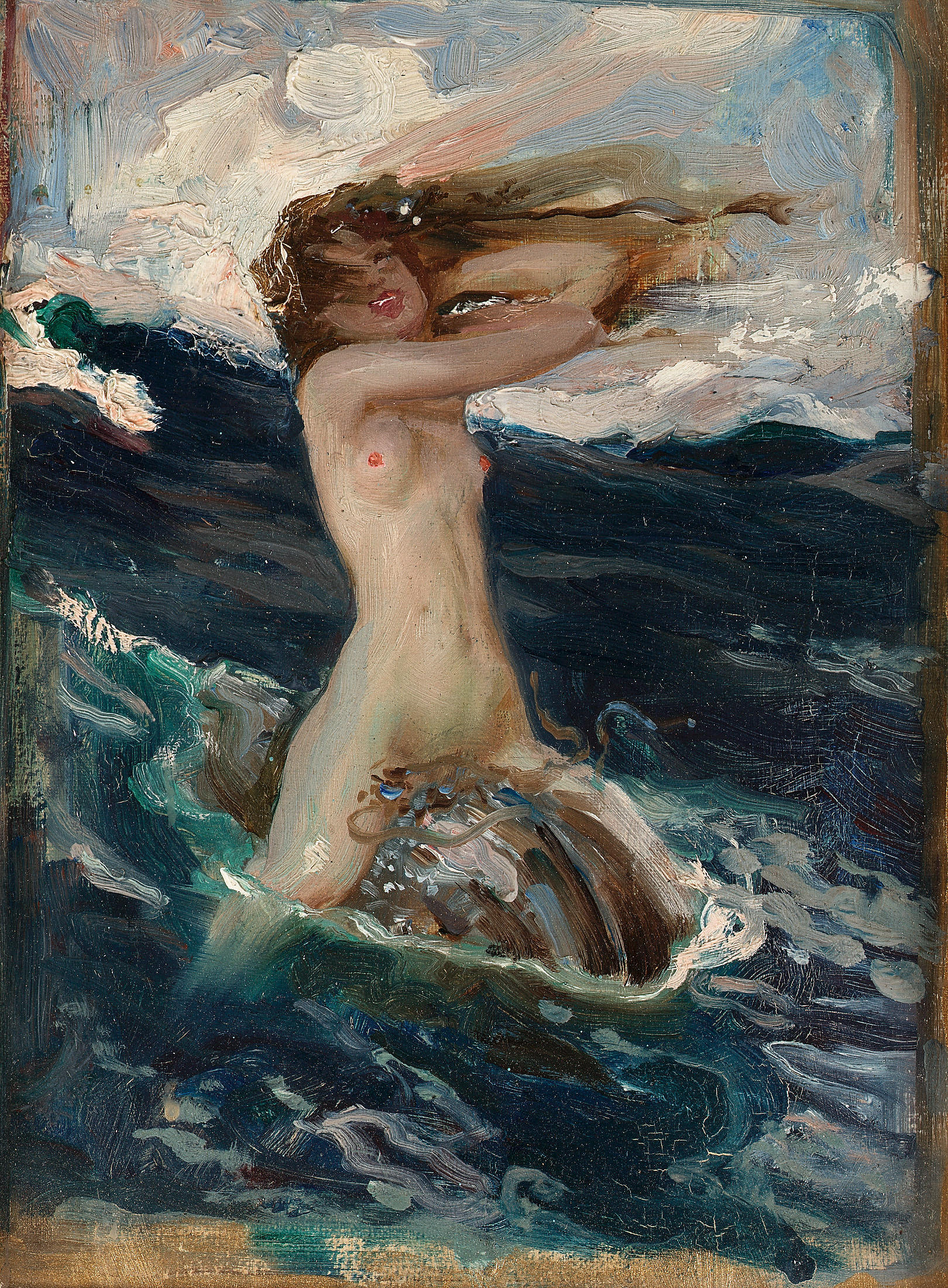
Study for The Foam Sprite (1895)
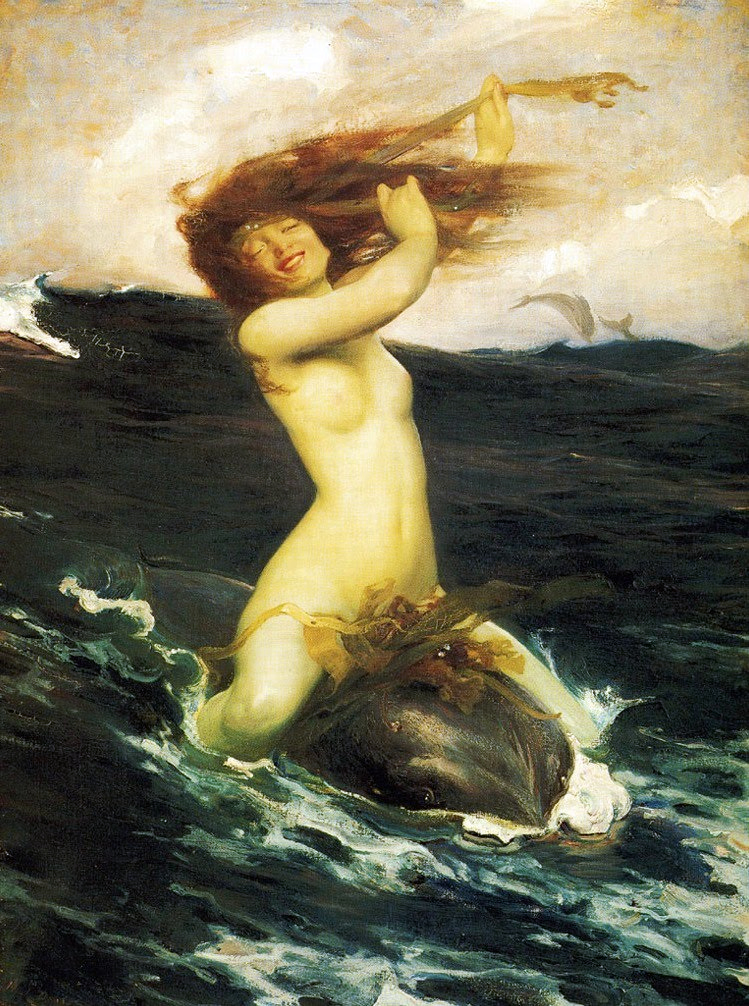
The Foam Sprite (1895)
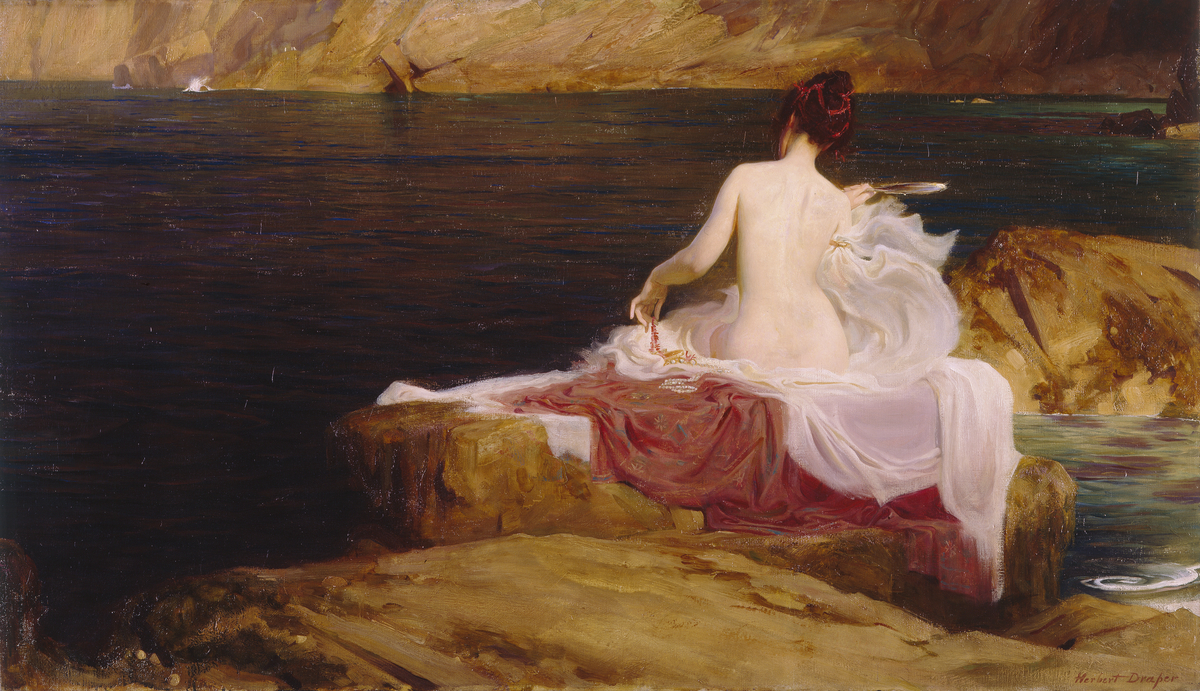
Calypso's Isle (1897)
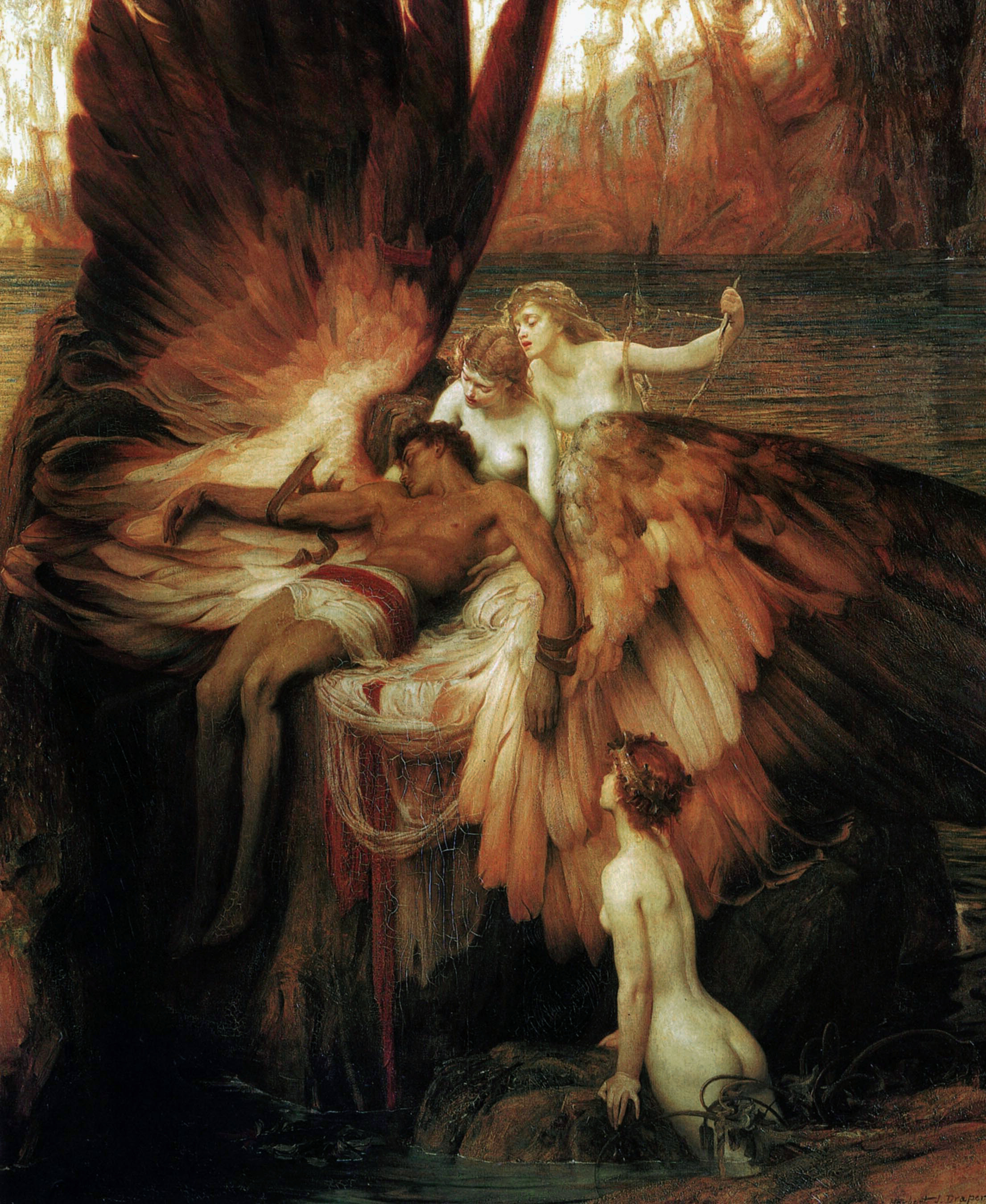
The Lament for Icarus (1898)
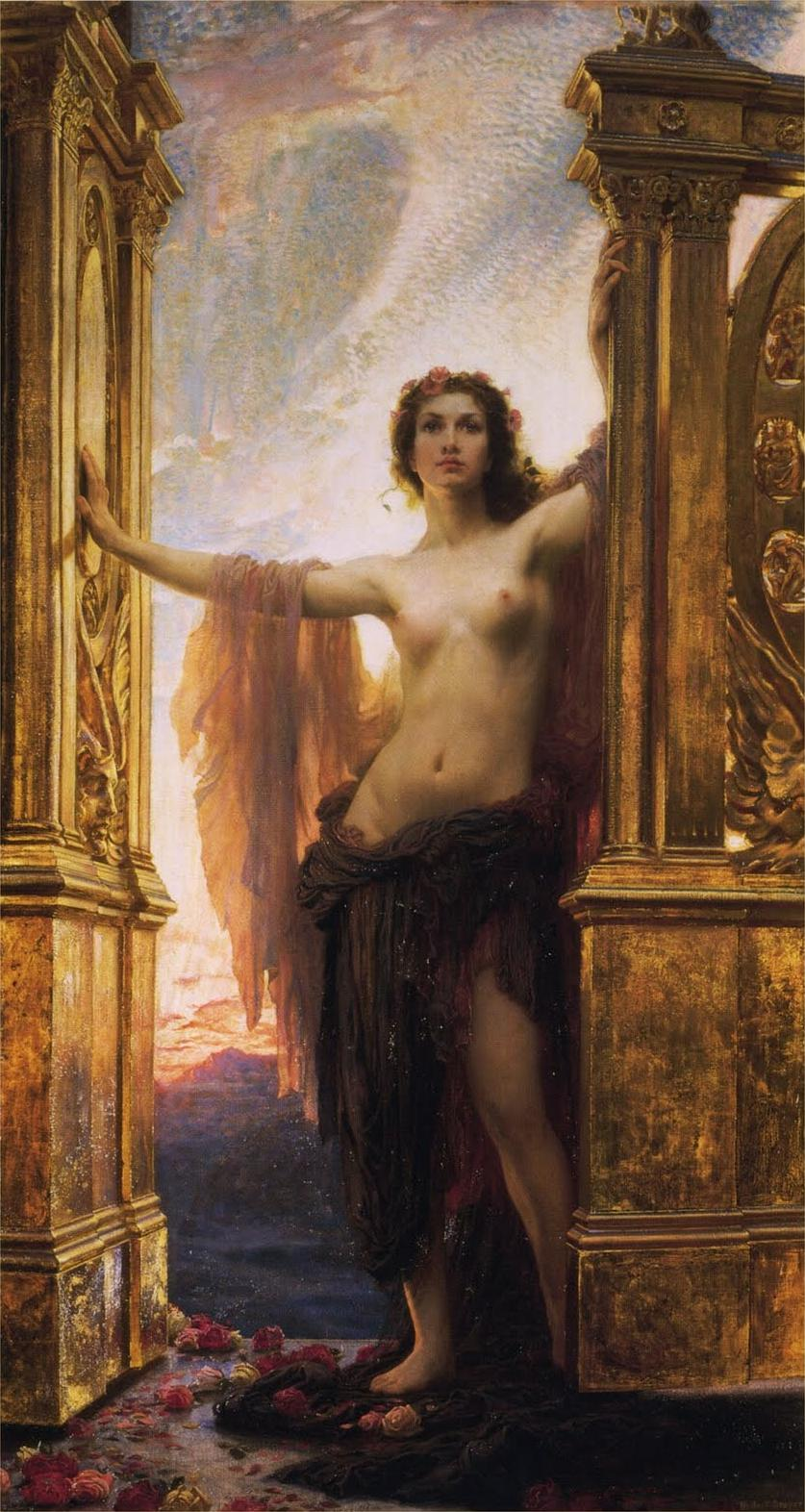
The Gates of Dawn (1900)
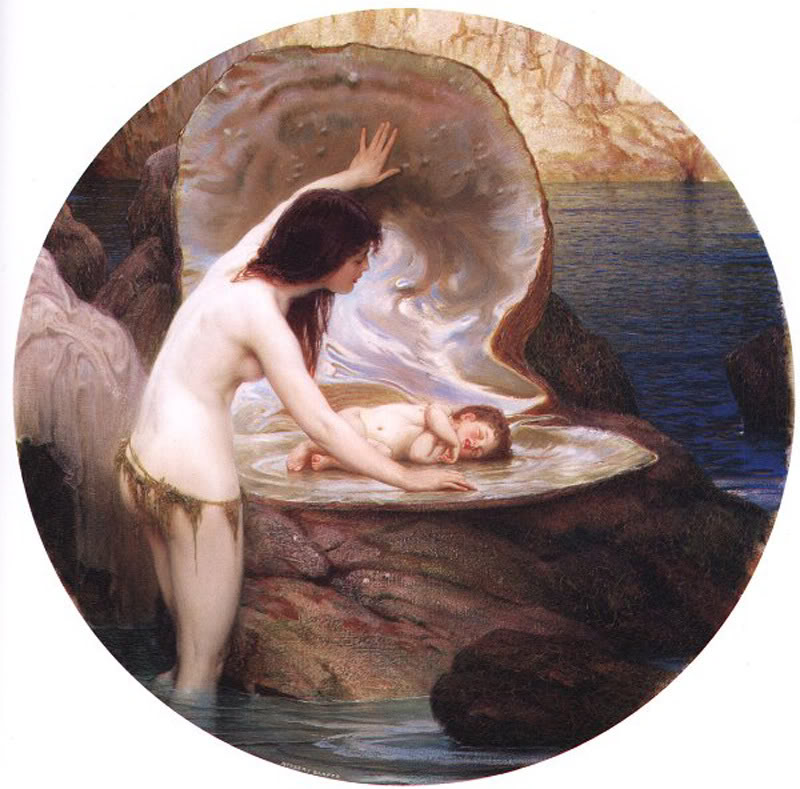
A Water Baby (1900)
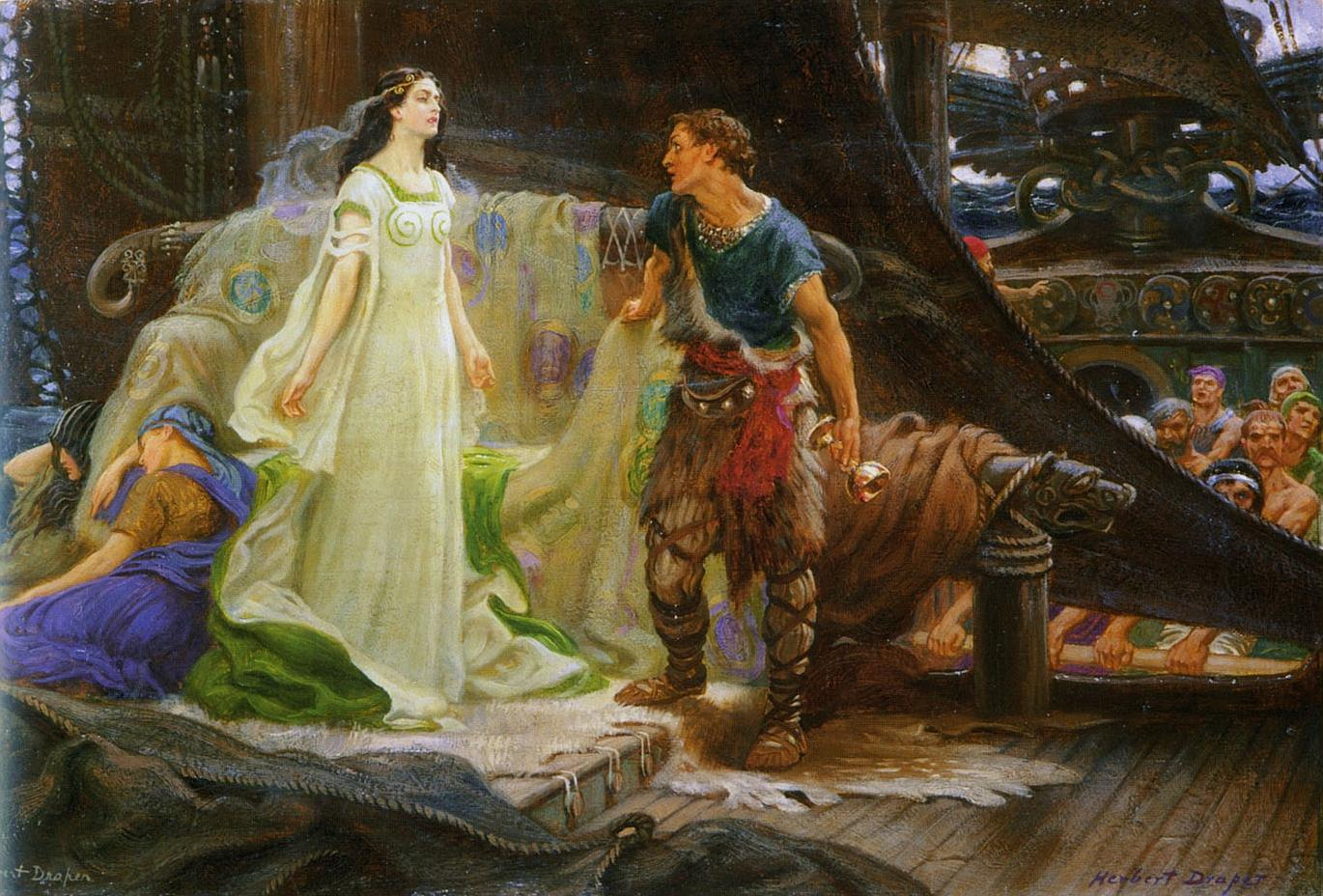
Tristan and Isolde (1901)
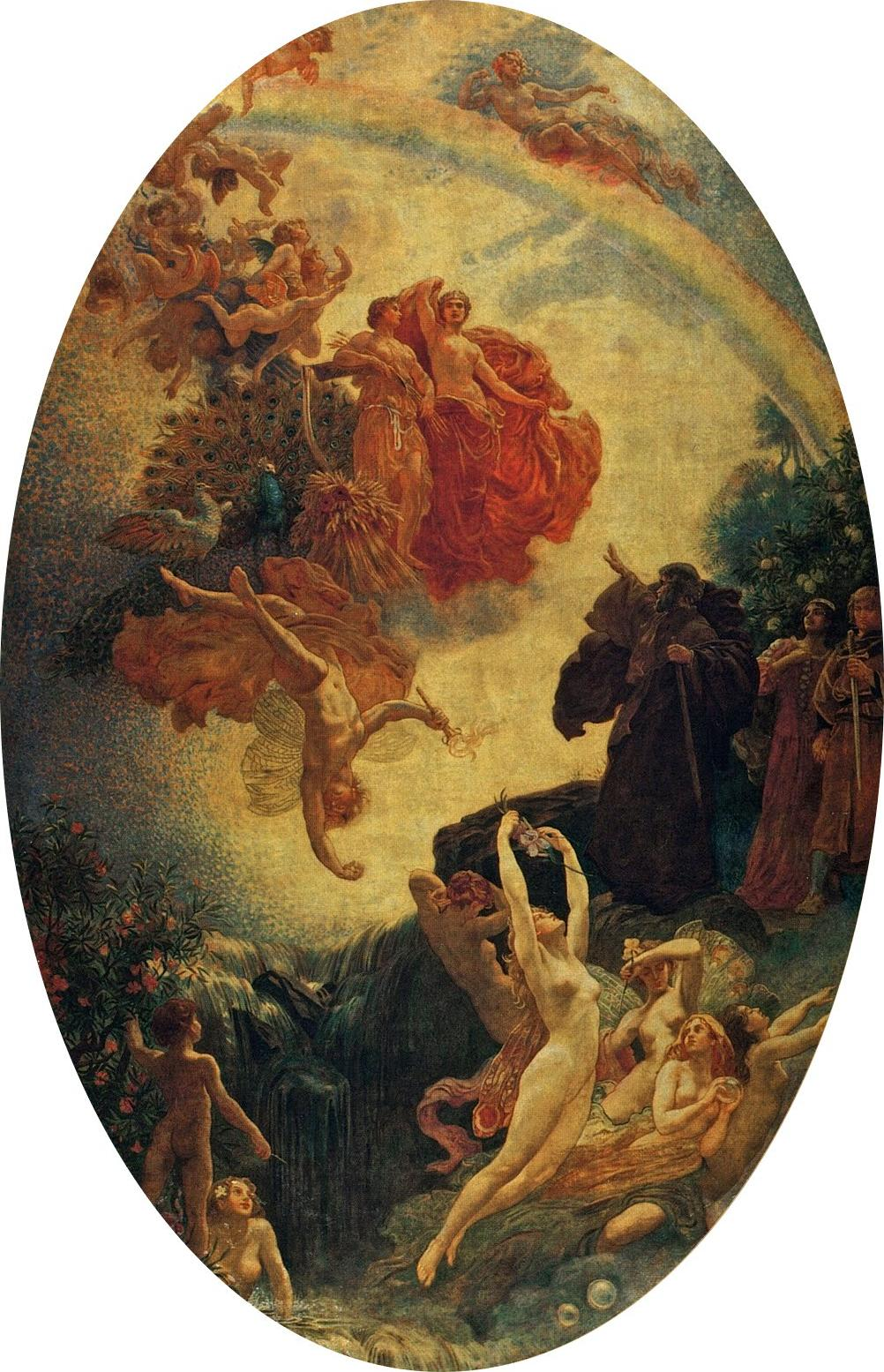
Prospero summoning Nymphs and Deities (1903)
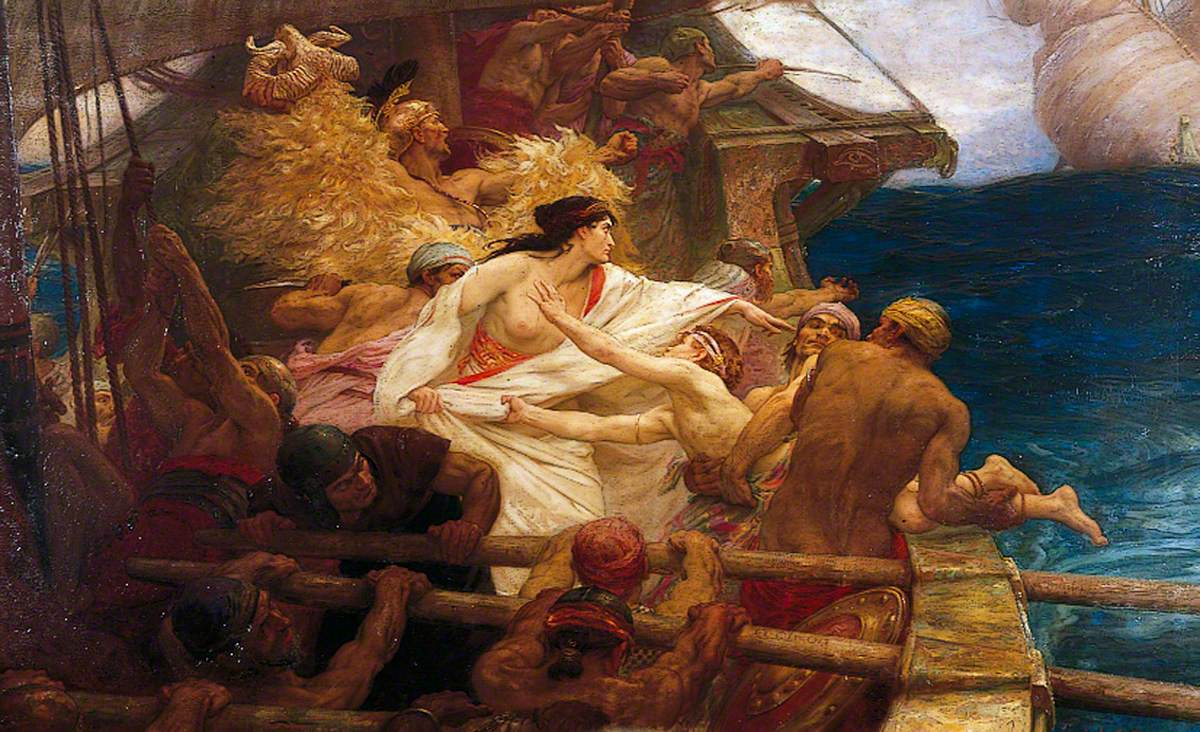
The Golden Fleece (1904)
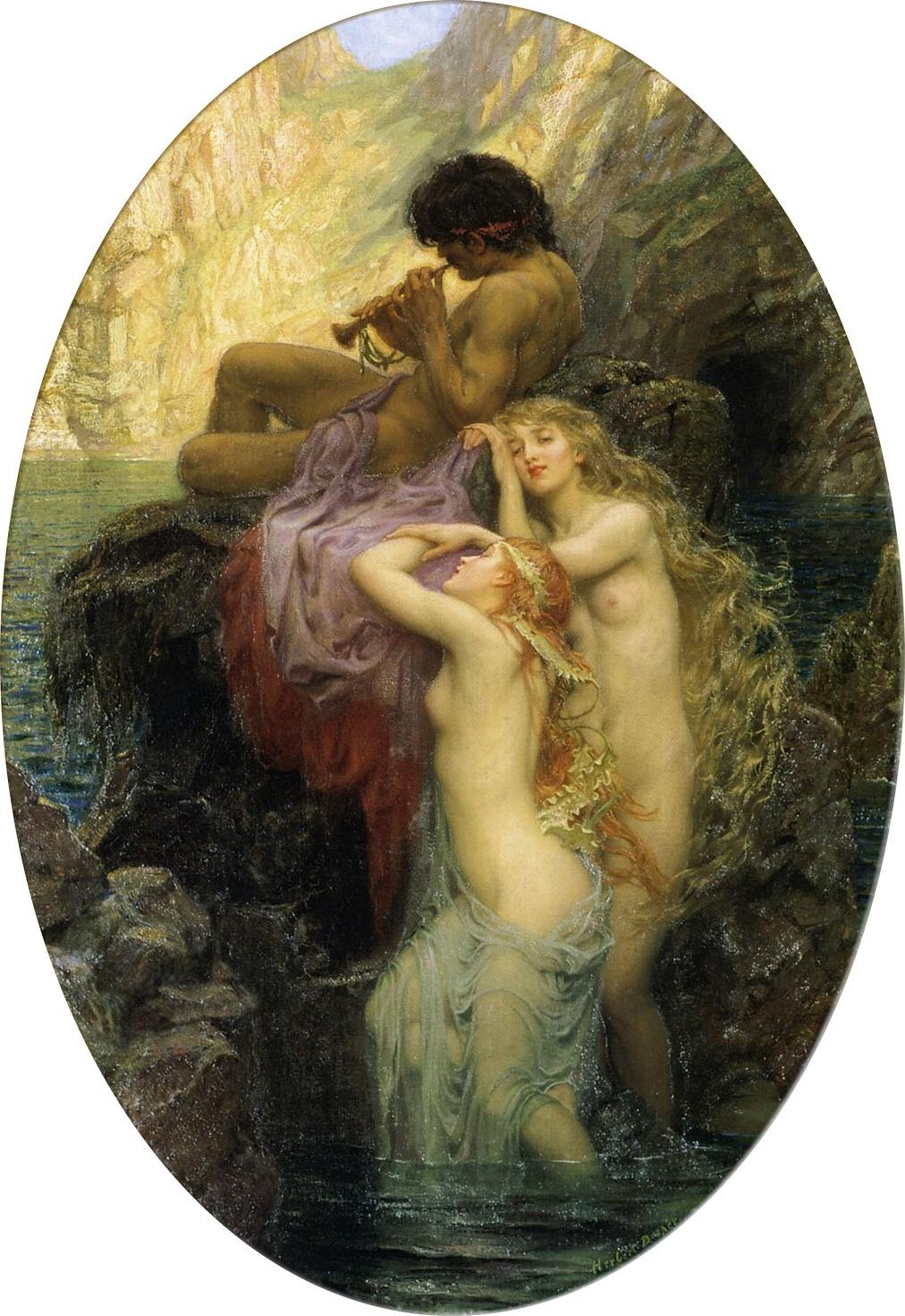
Sea Melodies (1904)
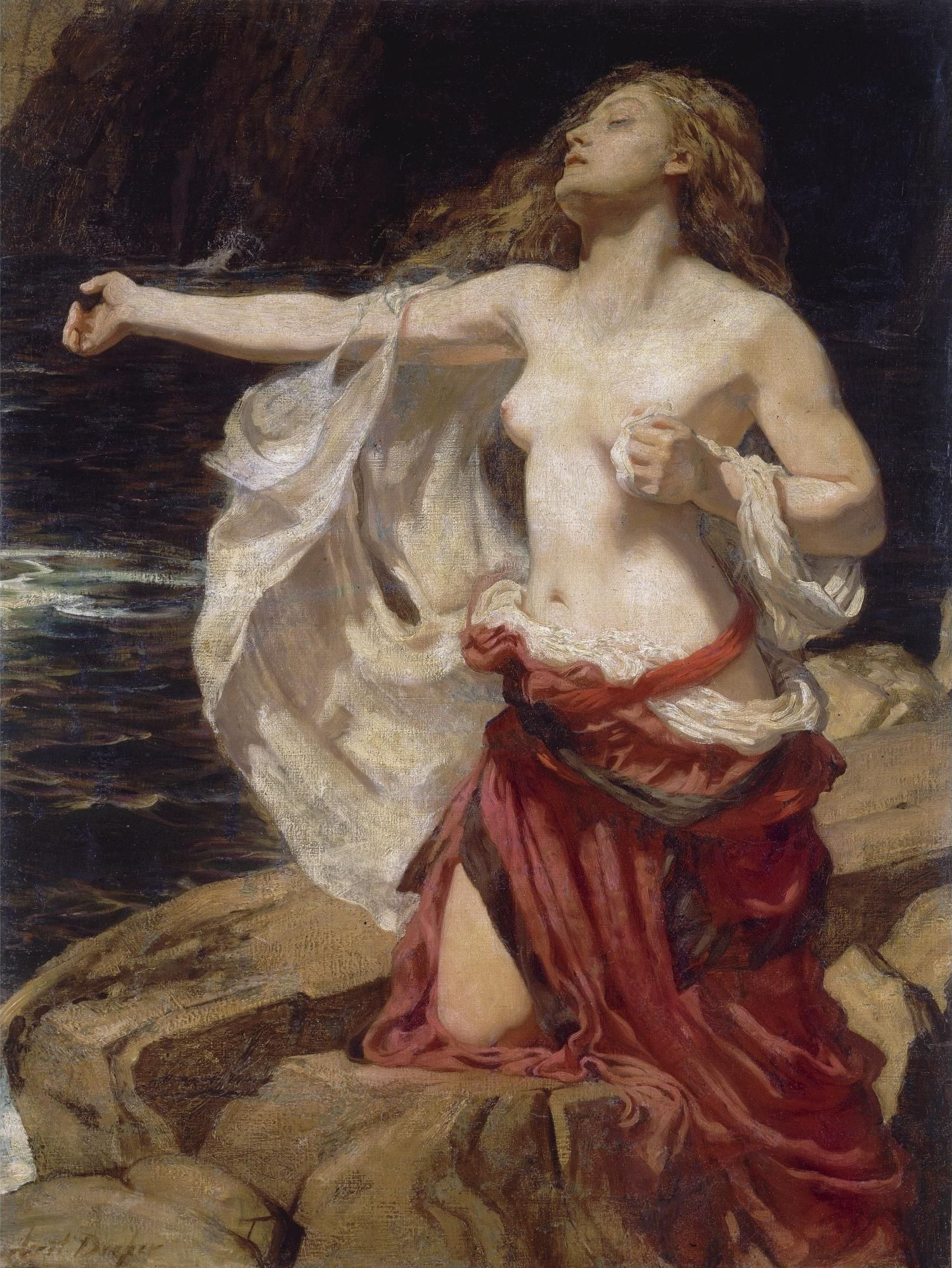
Ariadne (circ. 1905)
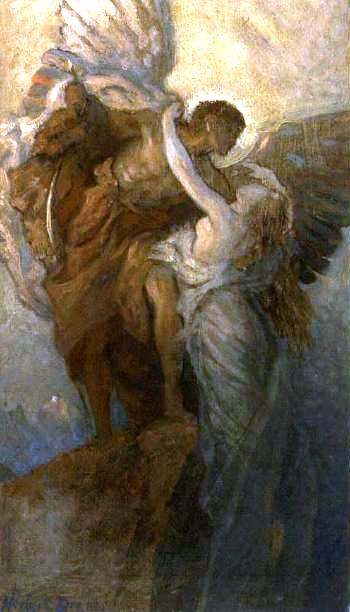
Study for Day and the Dawnstar (1906)
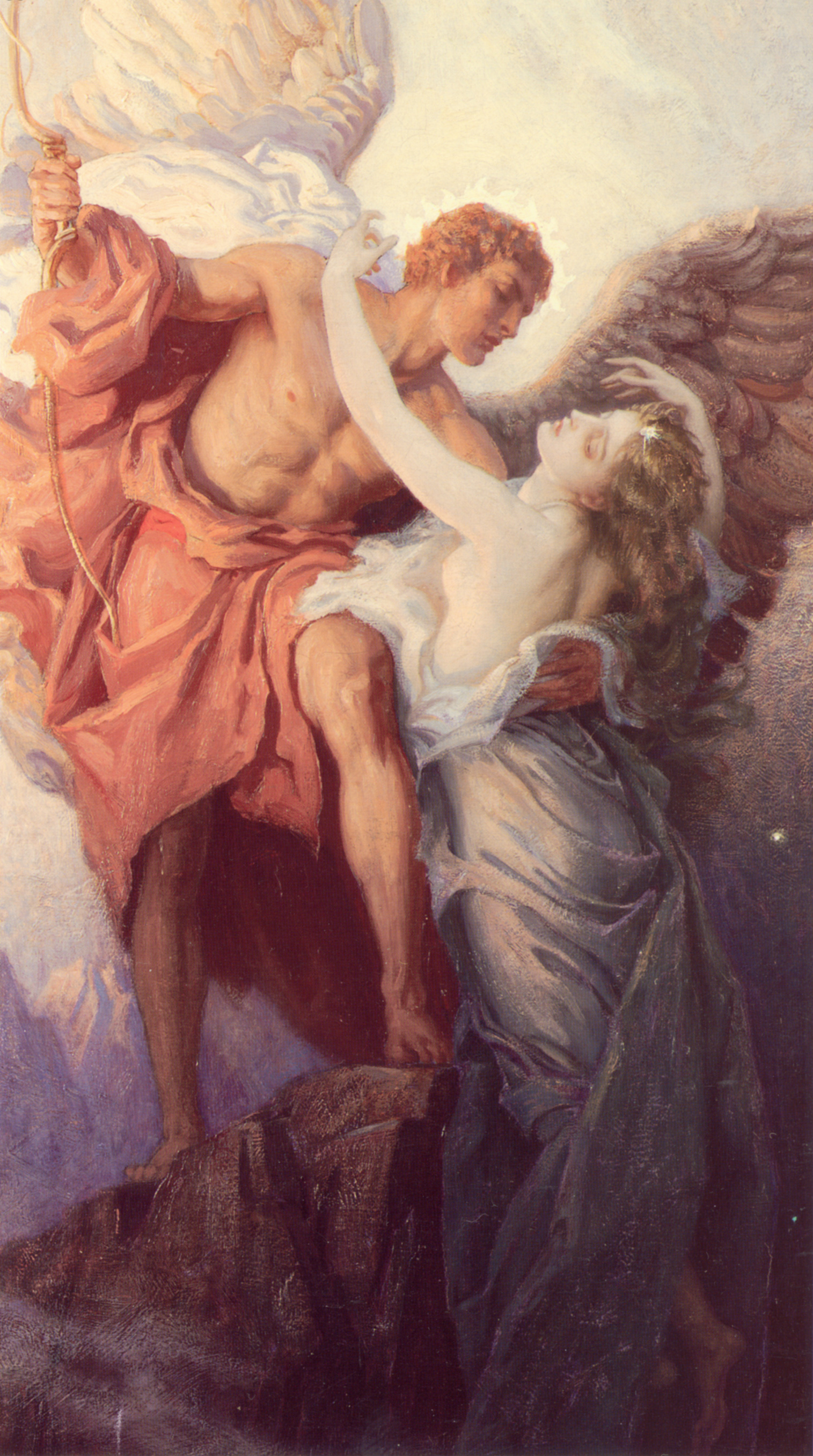
Day and the Dawnstar (1906)
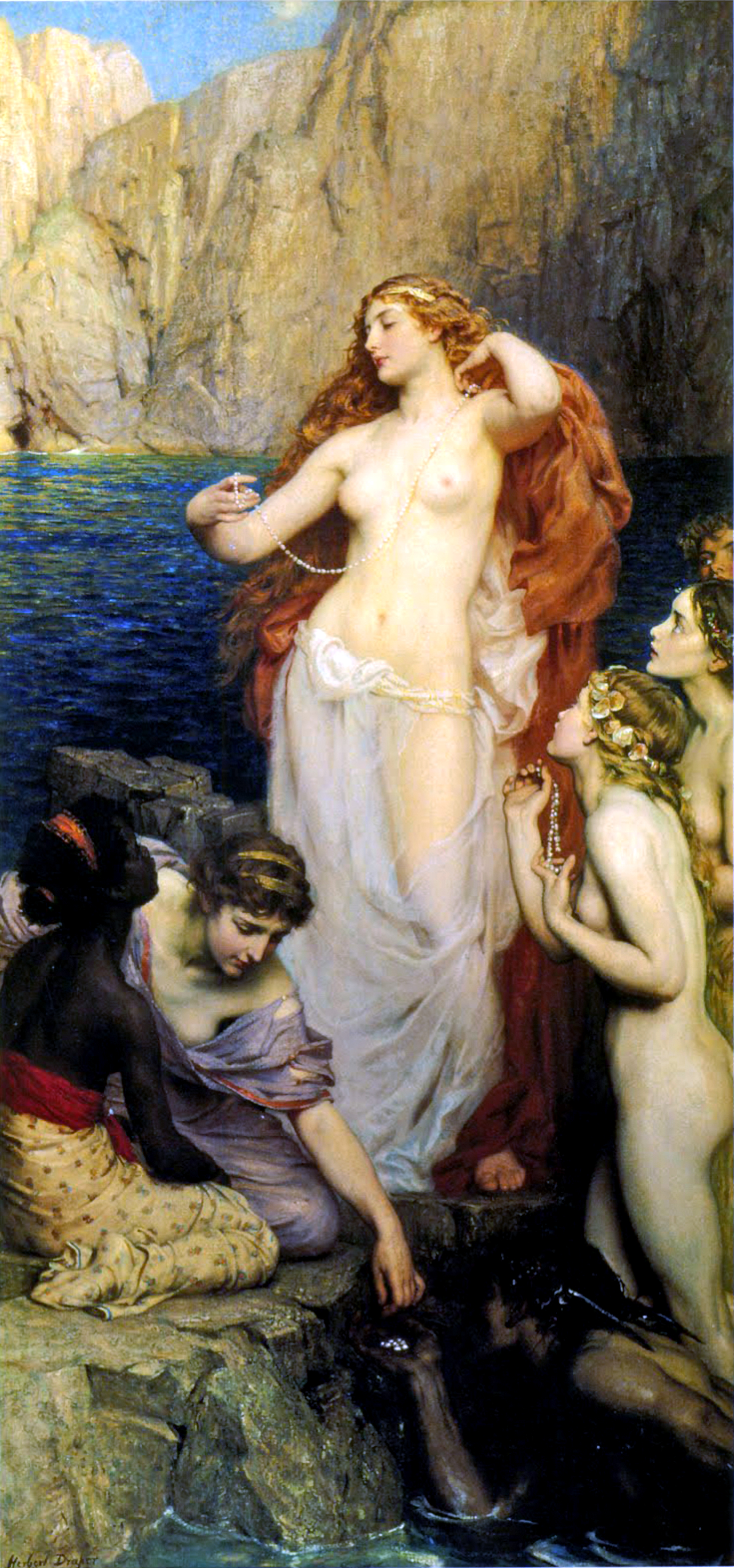
The Pearls of Aphrodite (1907)
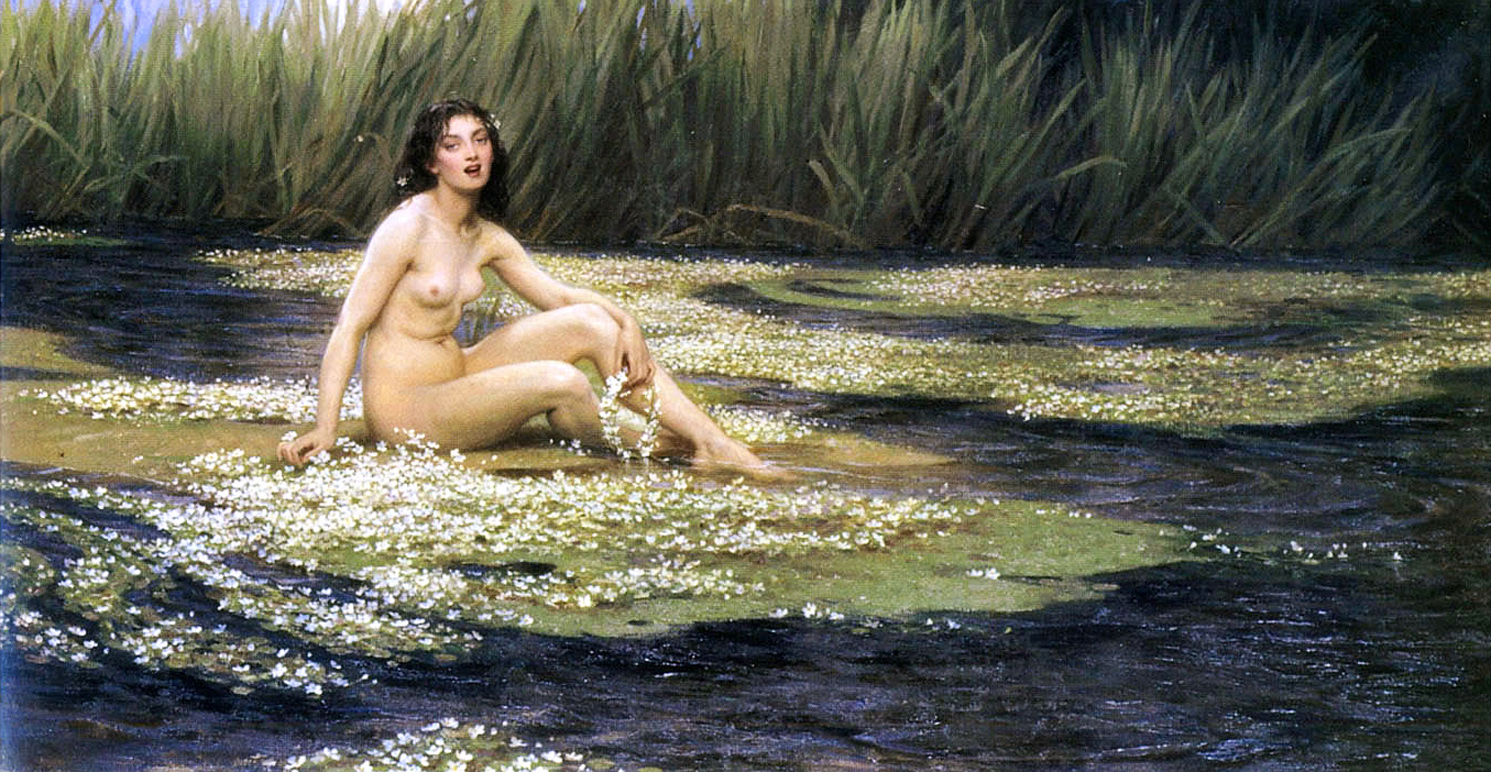
The Water Nixie (1908)
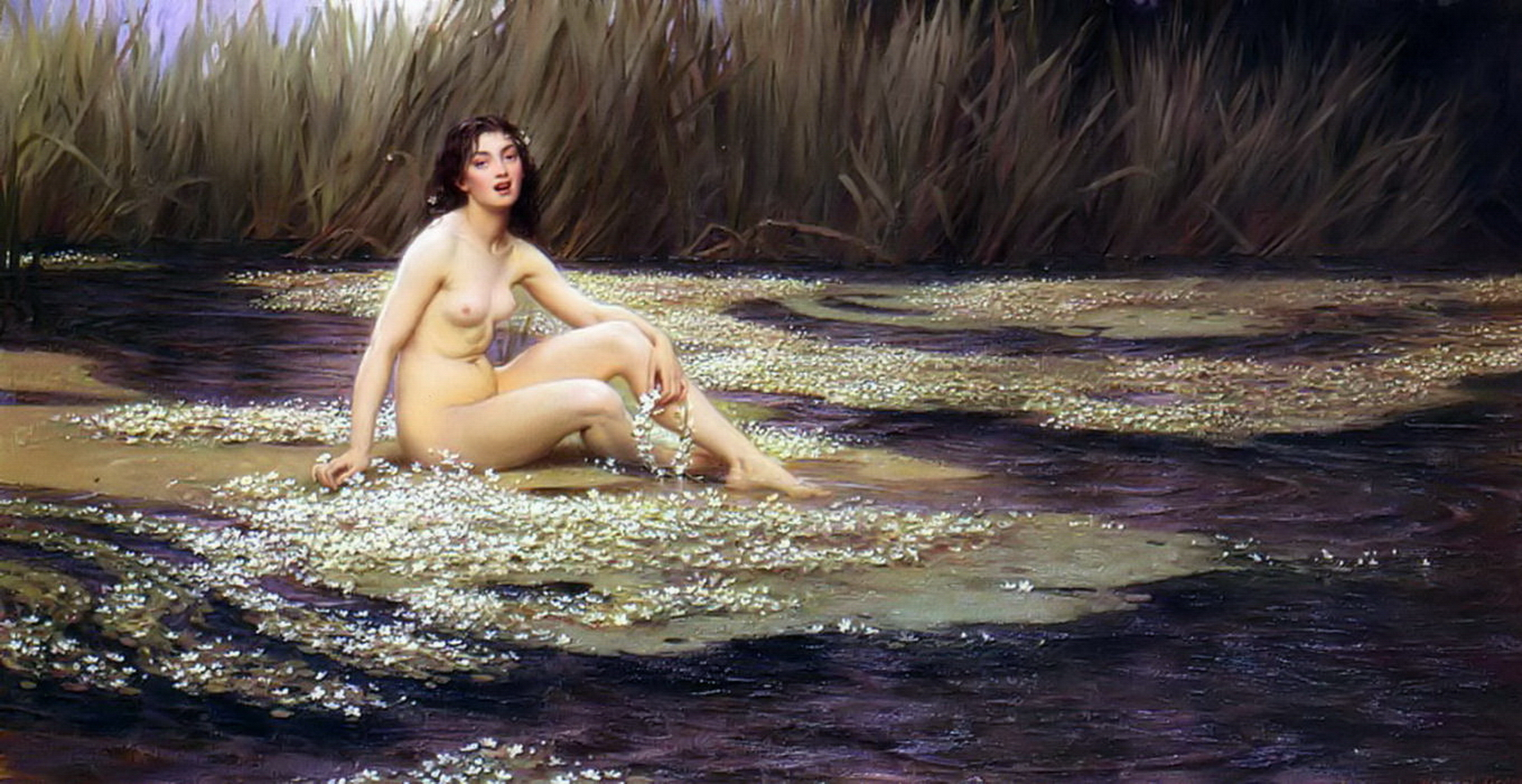
The water nixie - ninfa (nixie) acquatica, olio (1908)
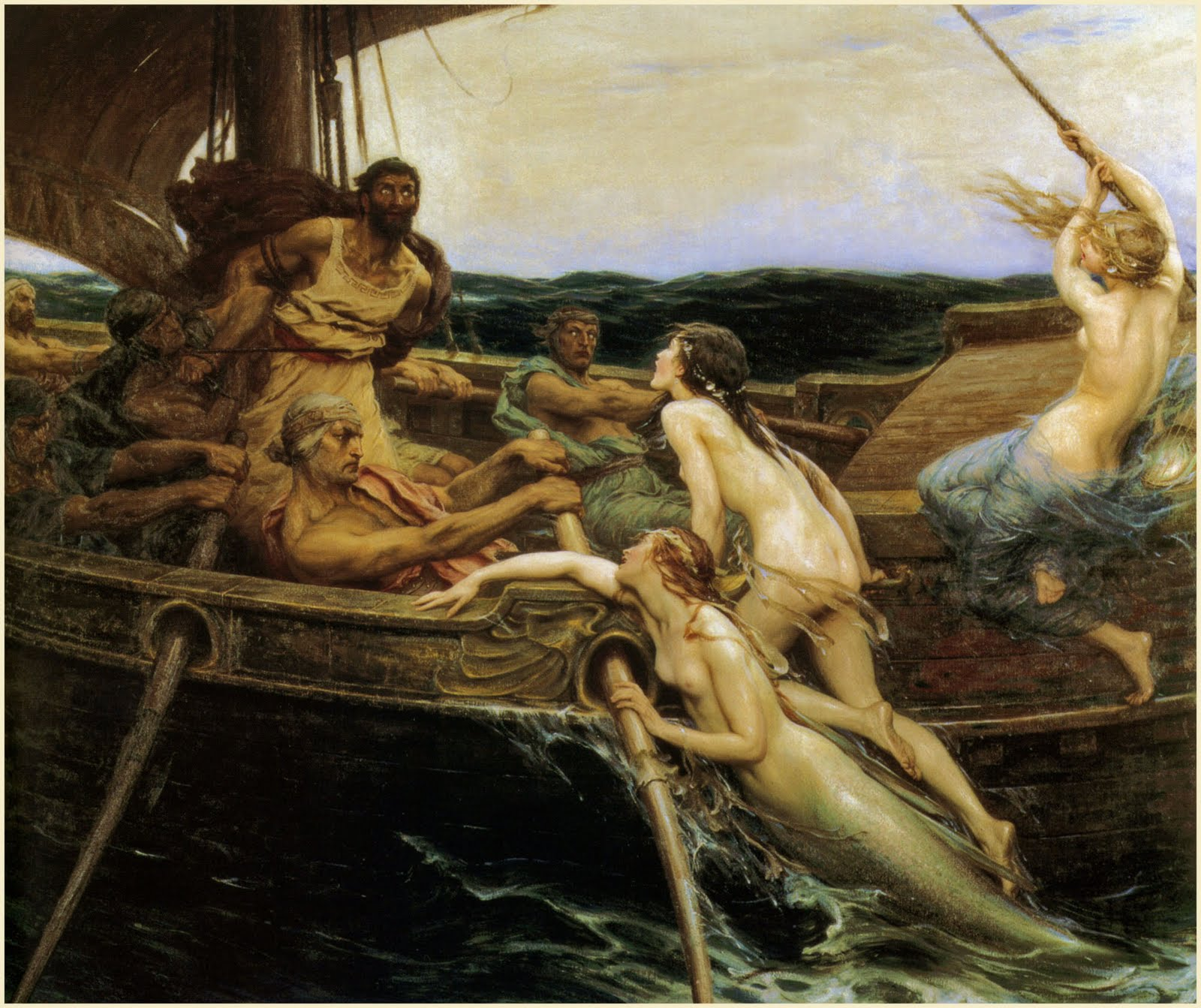
Ulysses and the Sirens (1909)
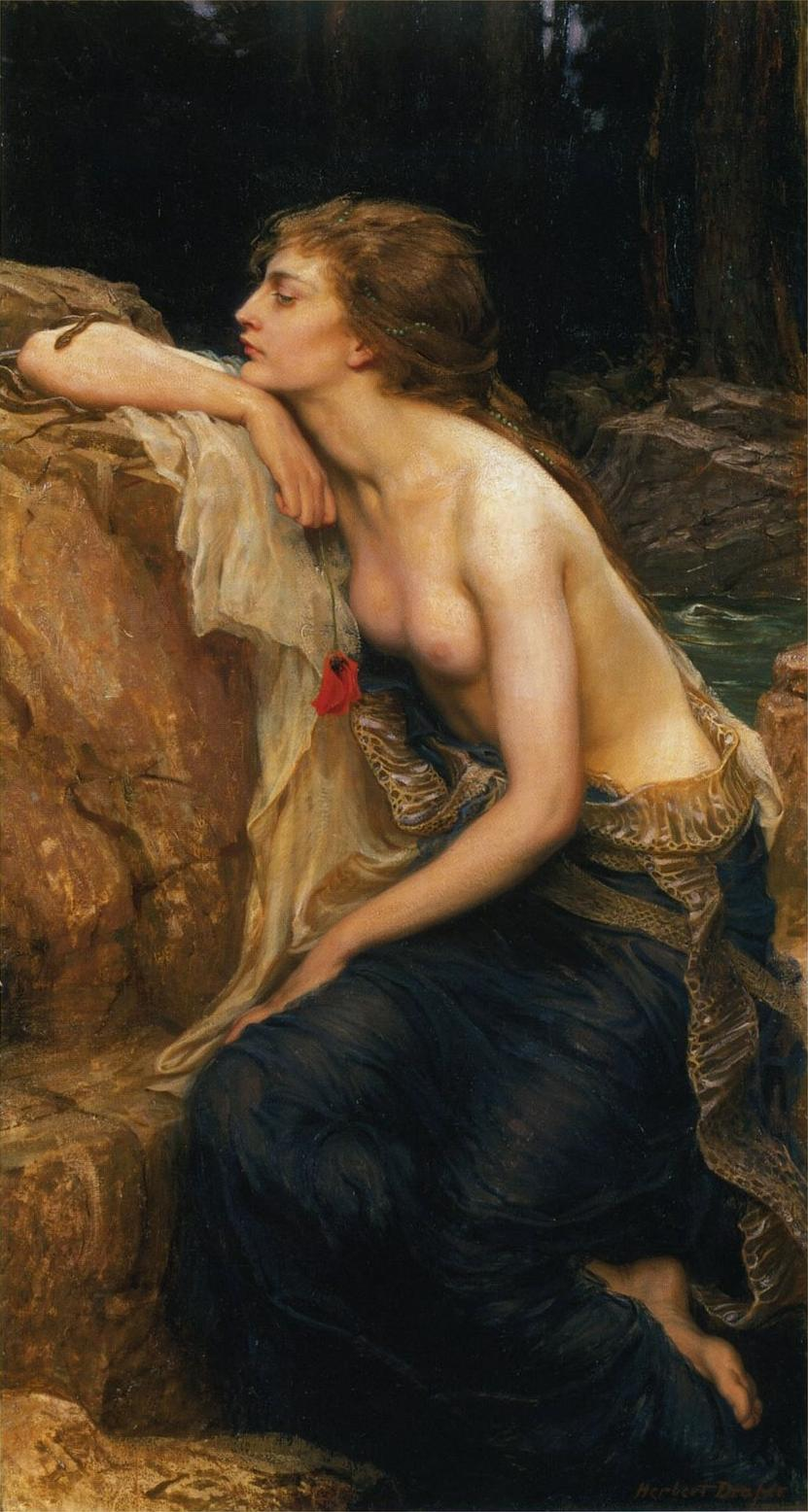
Lamia (1909)
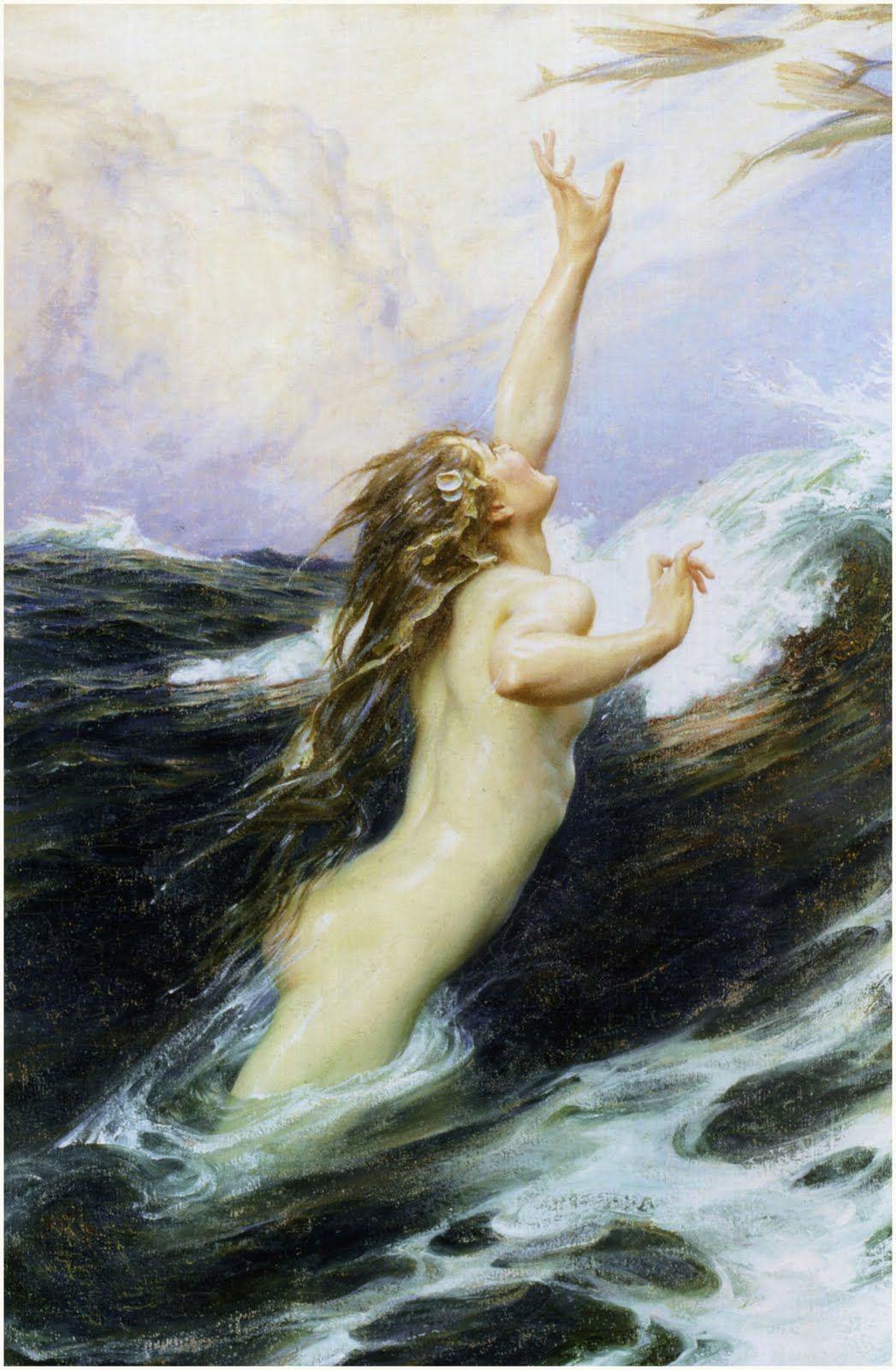
Flying Fish (1910)
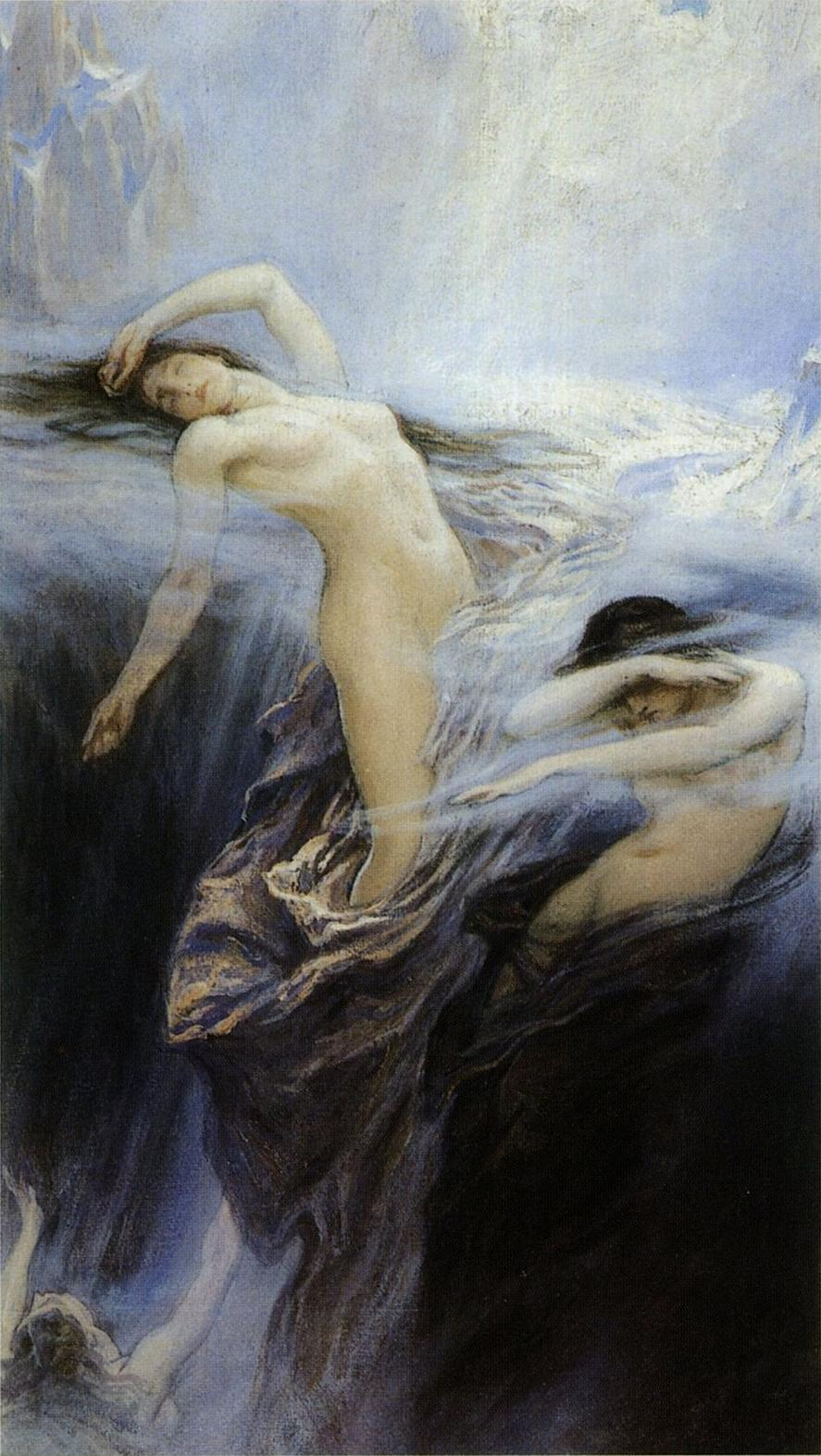
Study for Clyties of the Mist (1912)
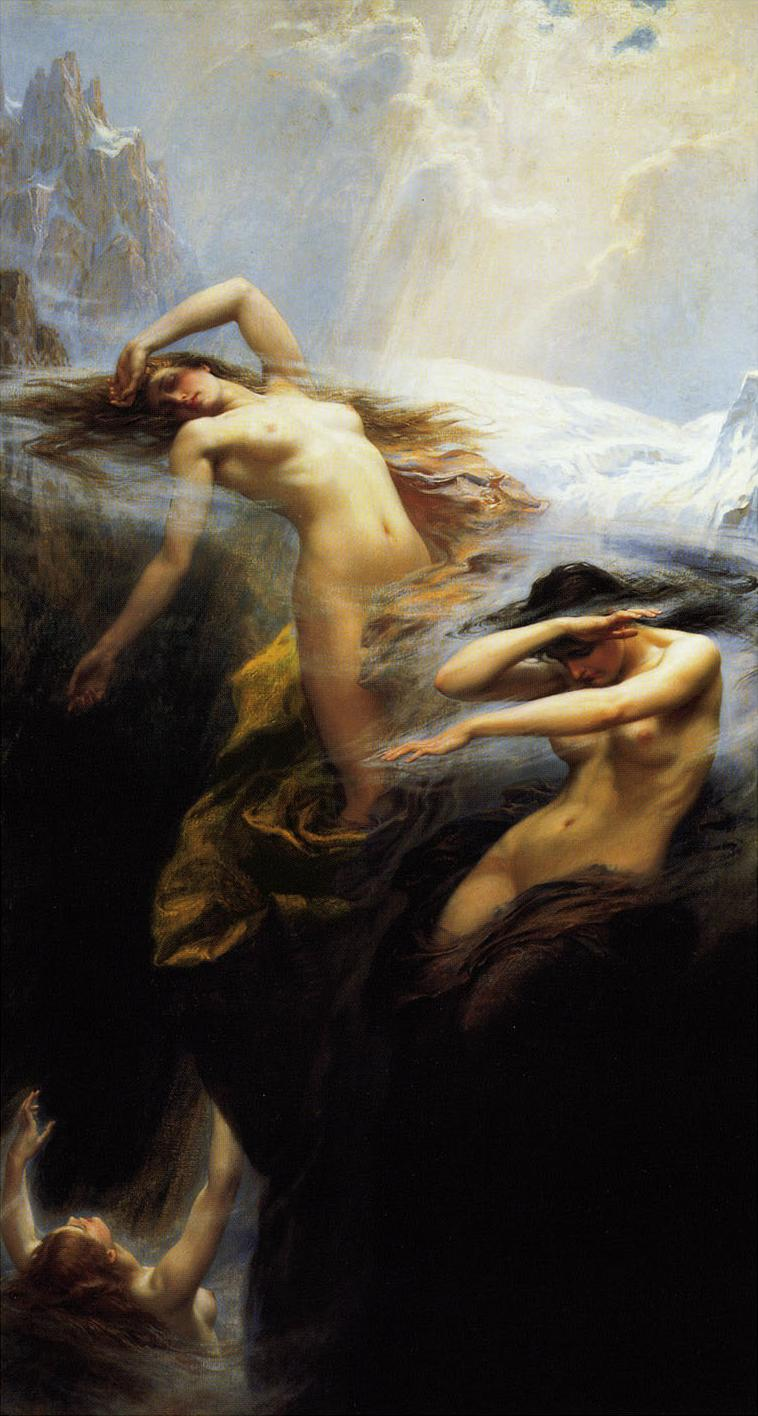
Clyties of the Mist (1912)
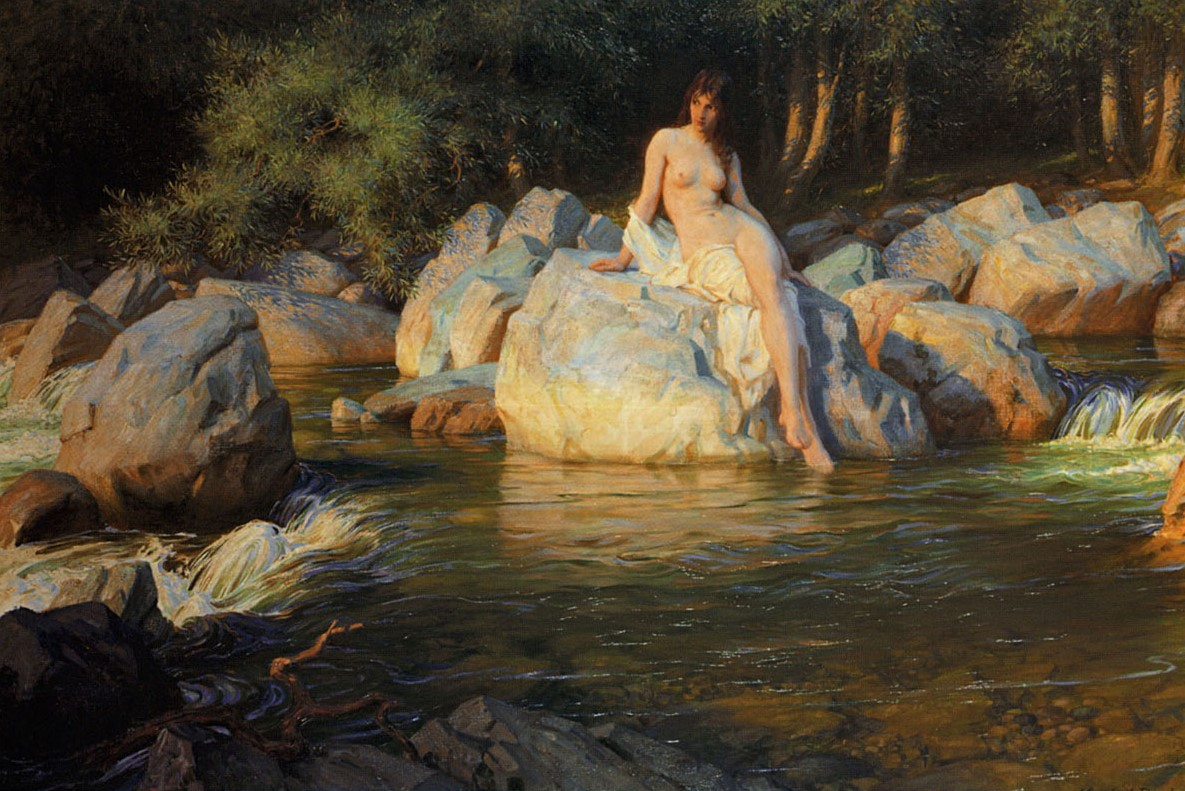
The Kelpie (1913)
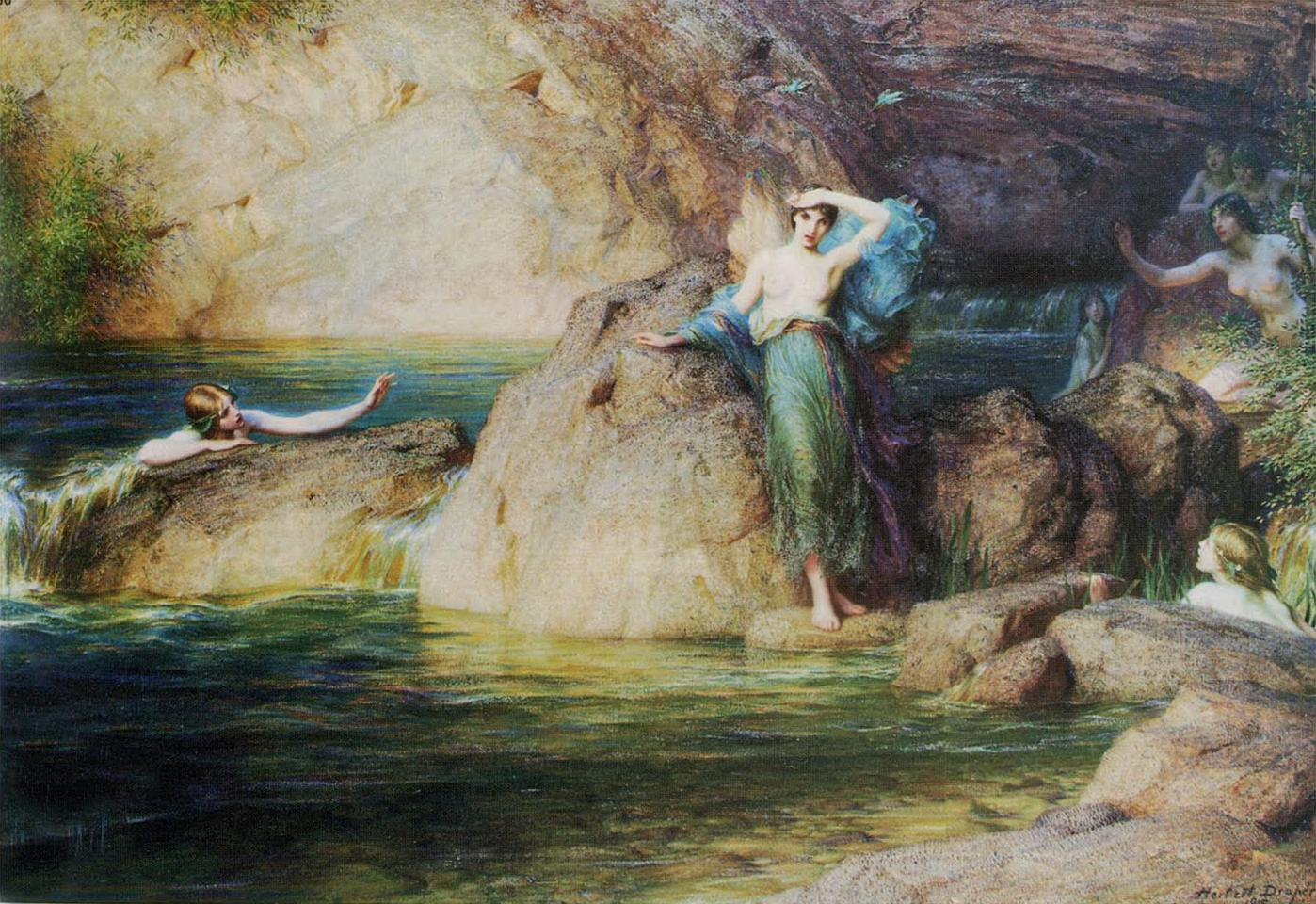
Halcyone (1915)
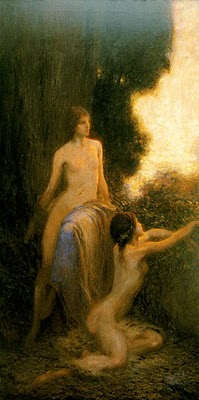
Réveil (1918)
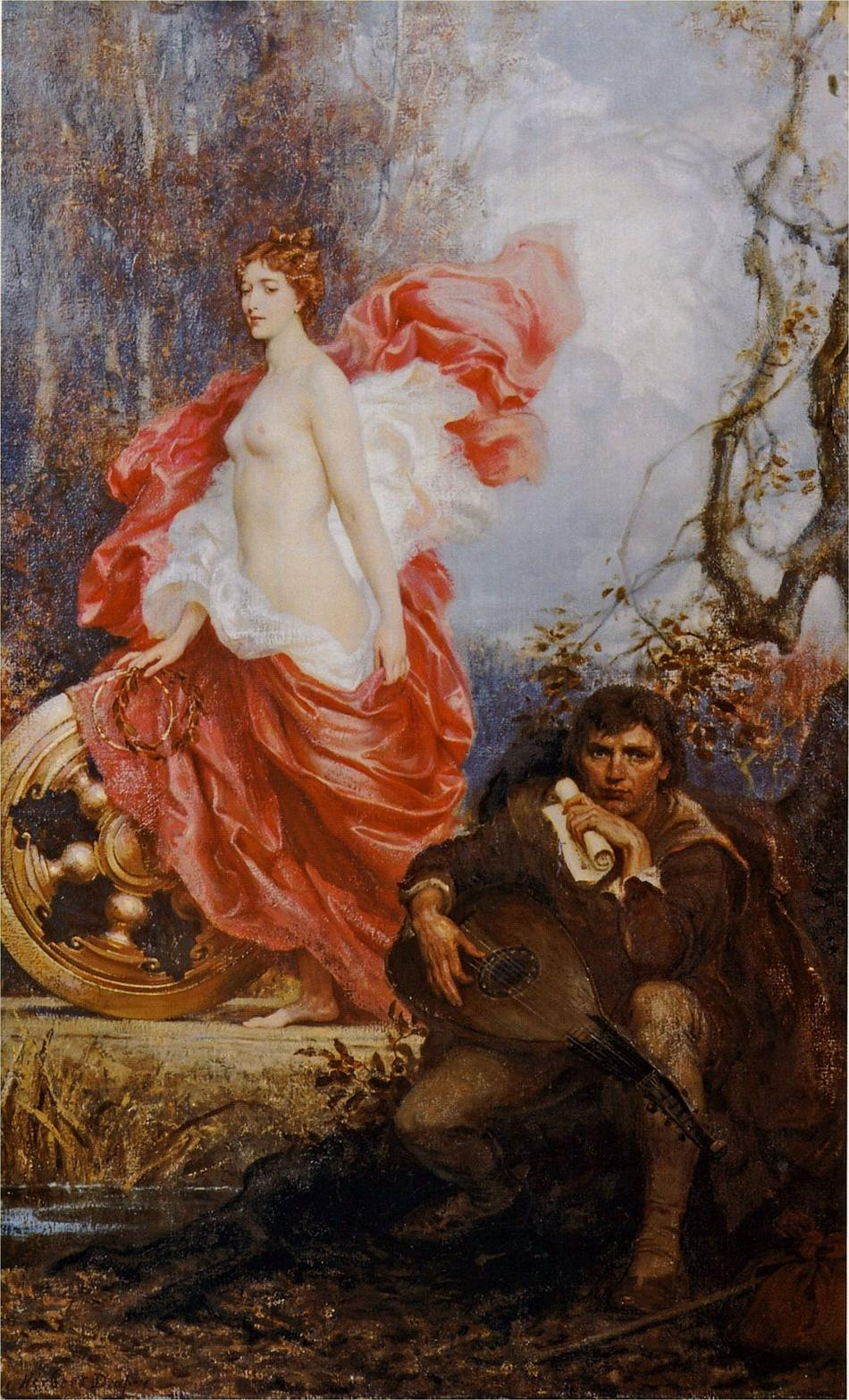
Art and the Jade (date: unspecified)
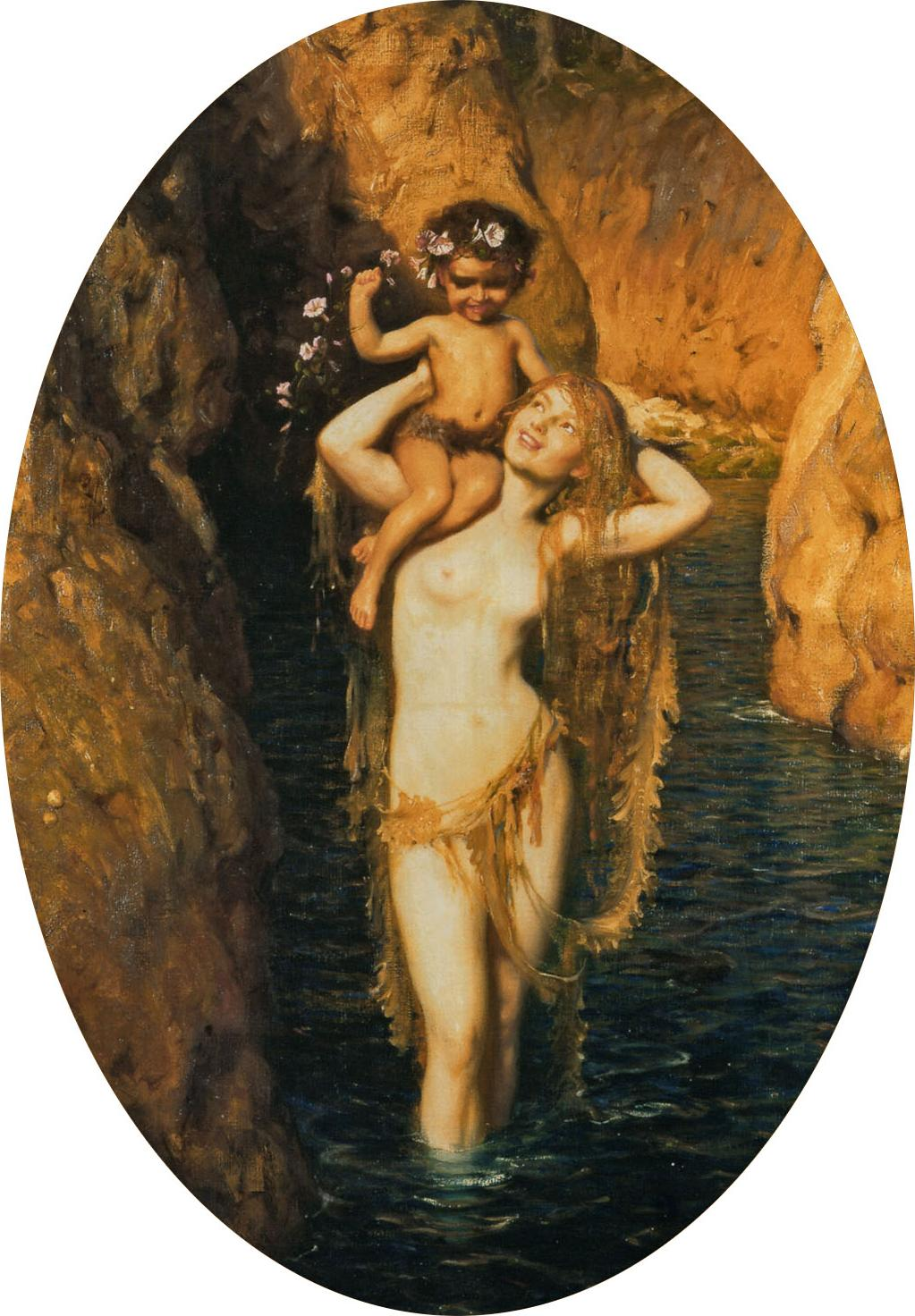
The Capture (date: unspecified)
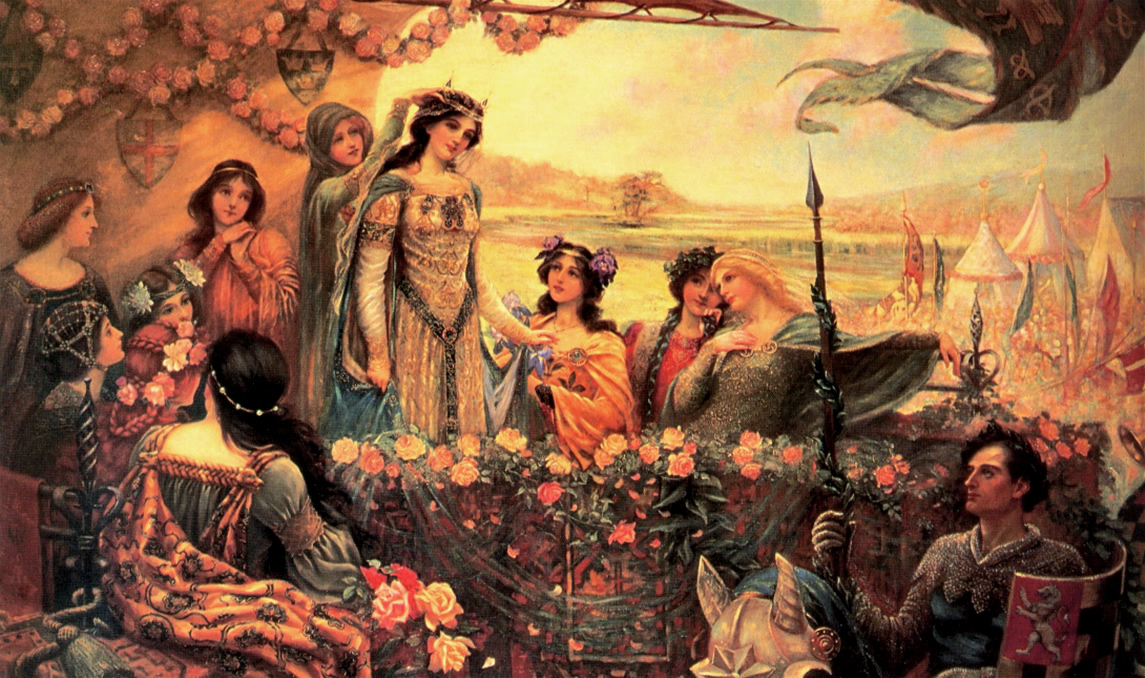
Lancelot and Guinevere (date: unspecified)
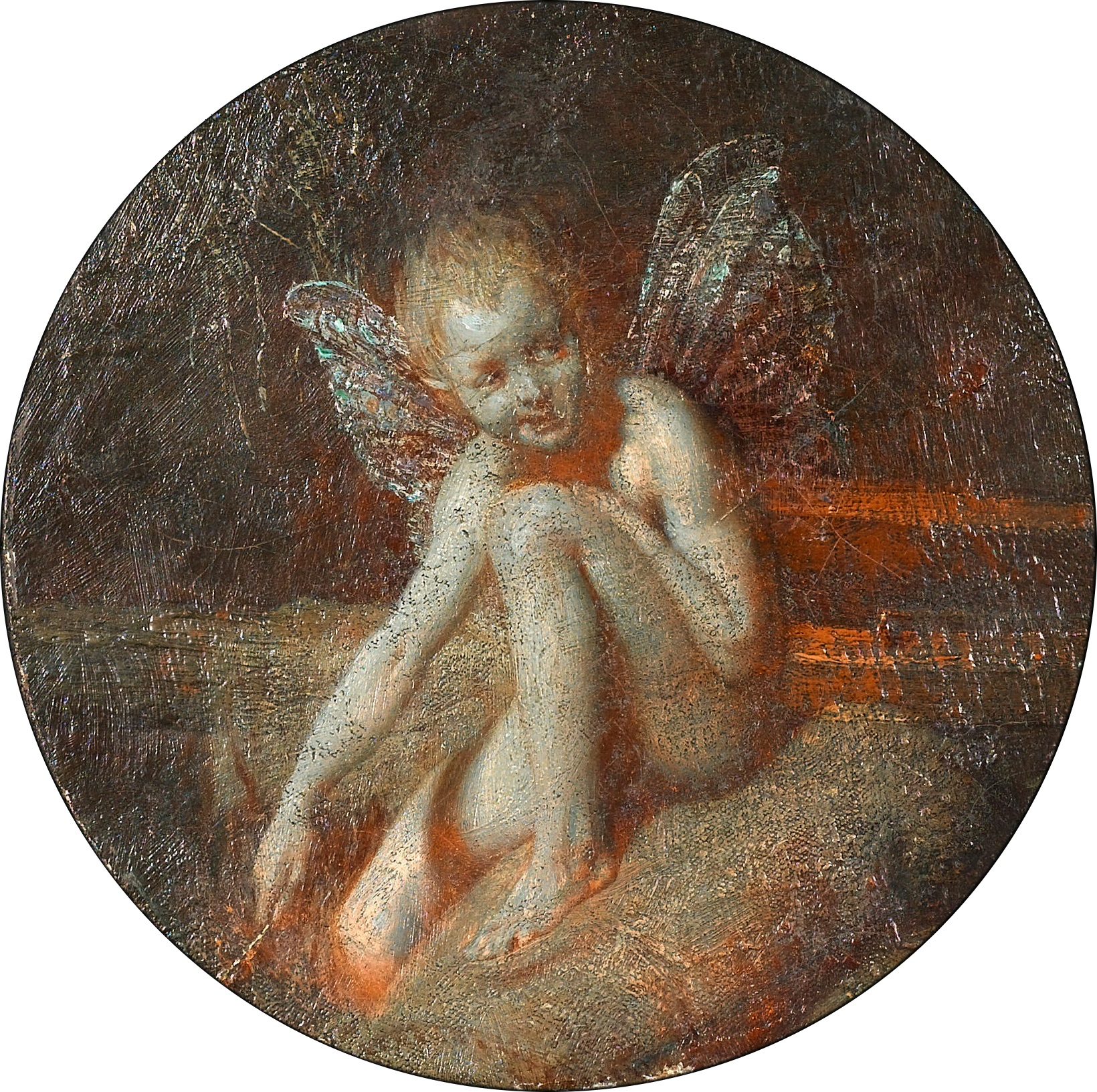
Midsummer Eve (date: unspecified)
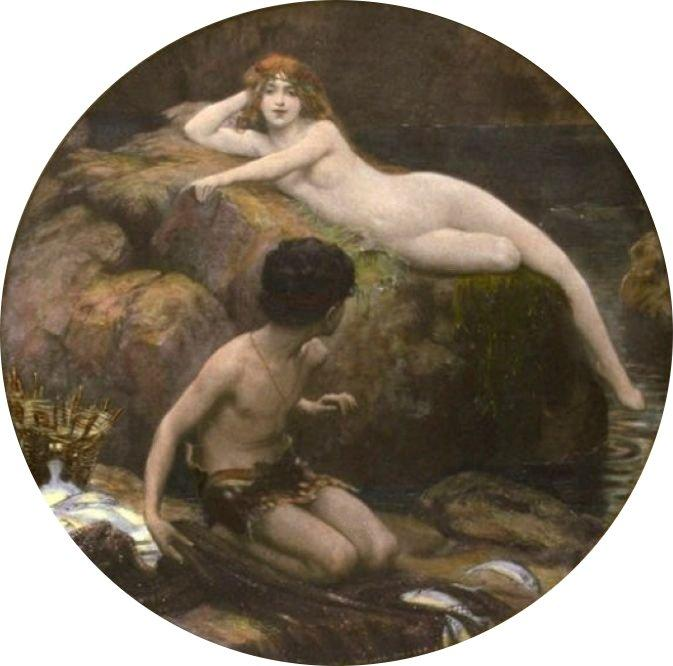
Naiad's Pool (date: unspecified)
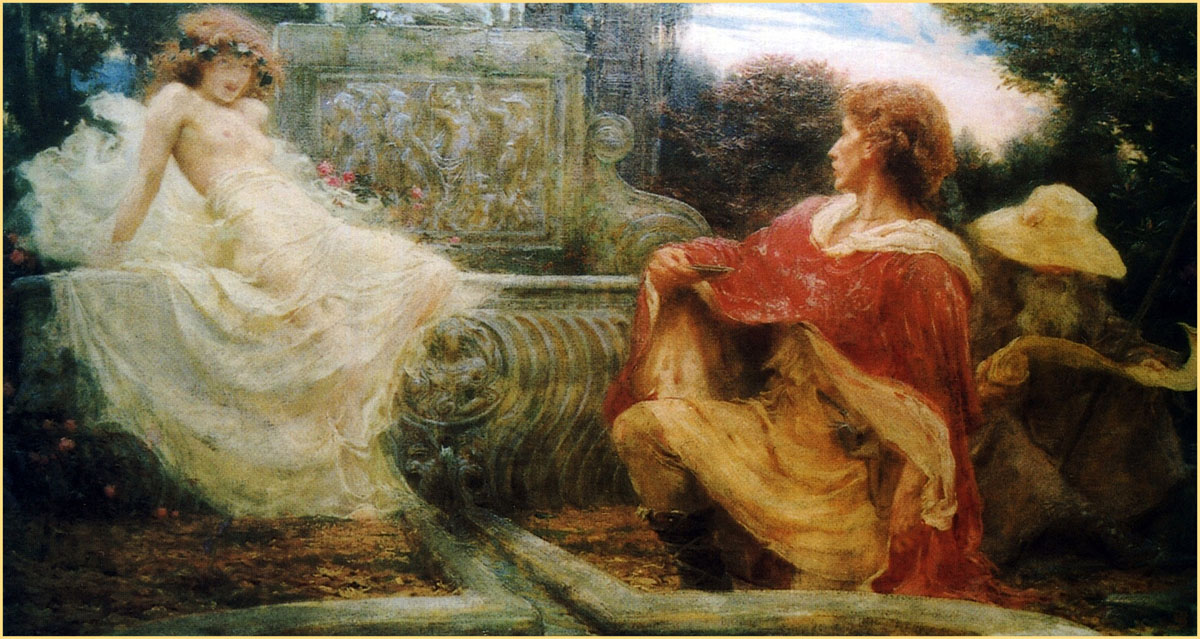
Spirit of the Fountain (date: unspecified)
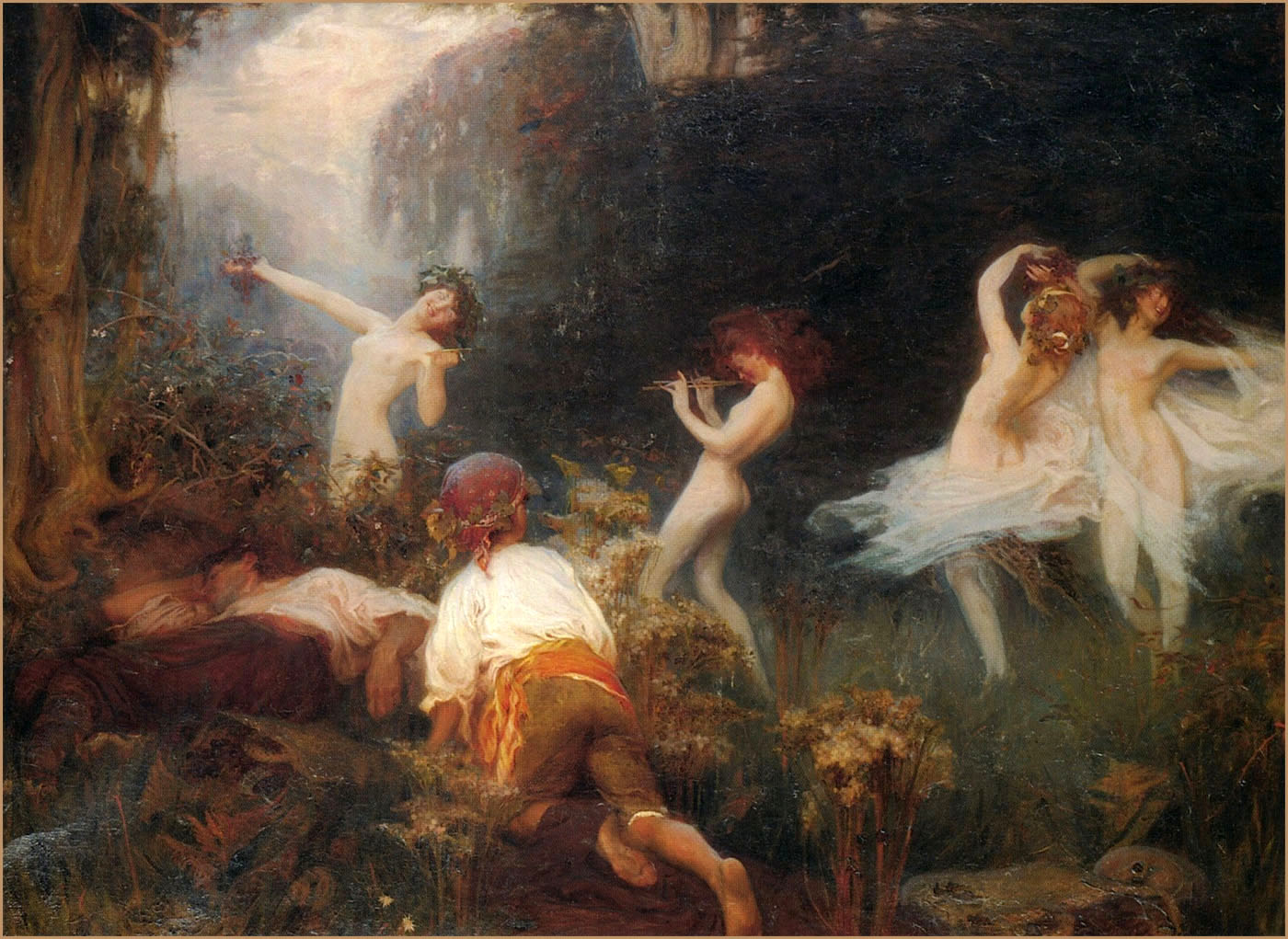
The Vintage Morn (date: unspecified)
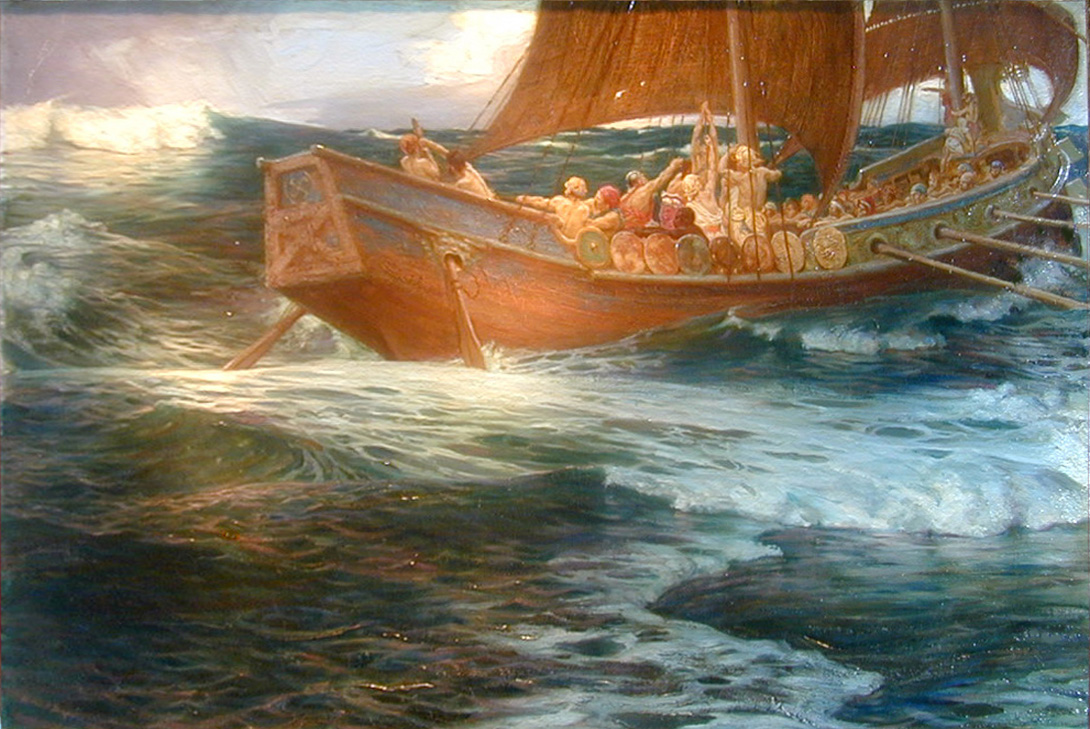
The Wrath of the Sea God (date: unspecified)

### Ritratti

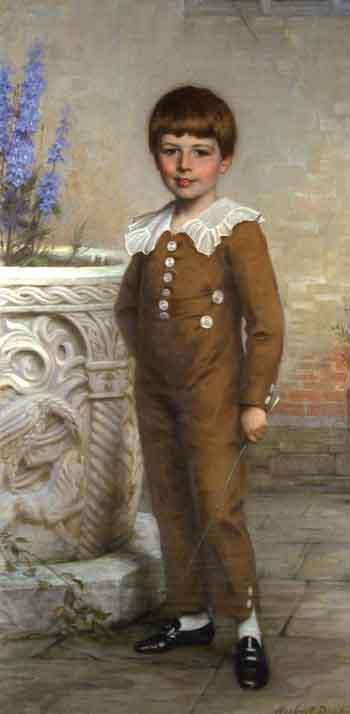
A boy (date: unspecified)
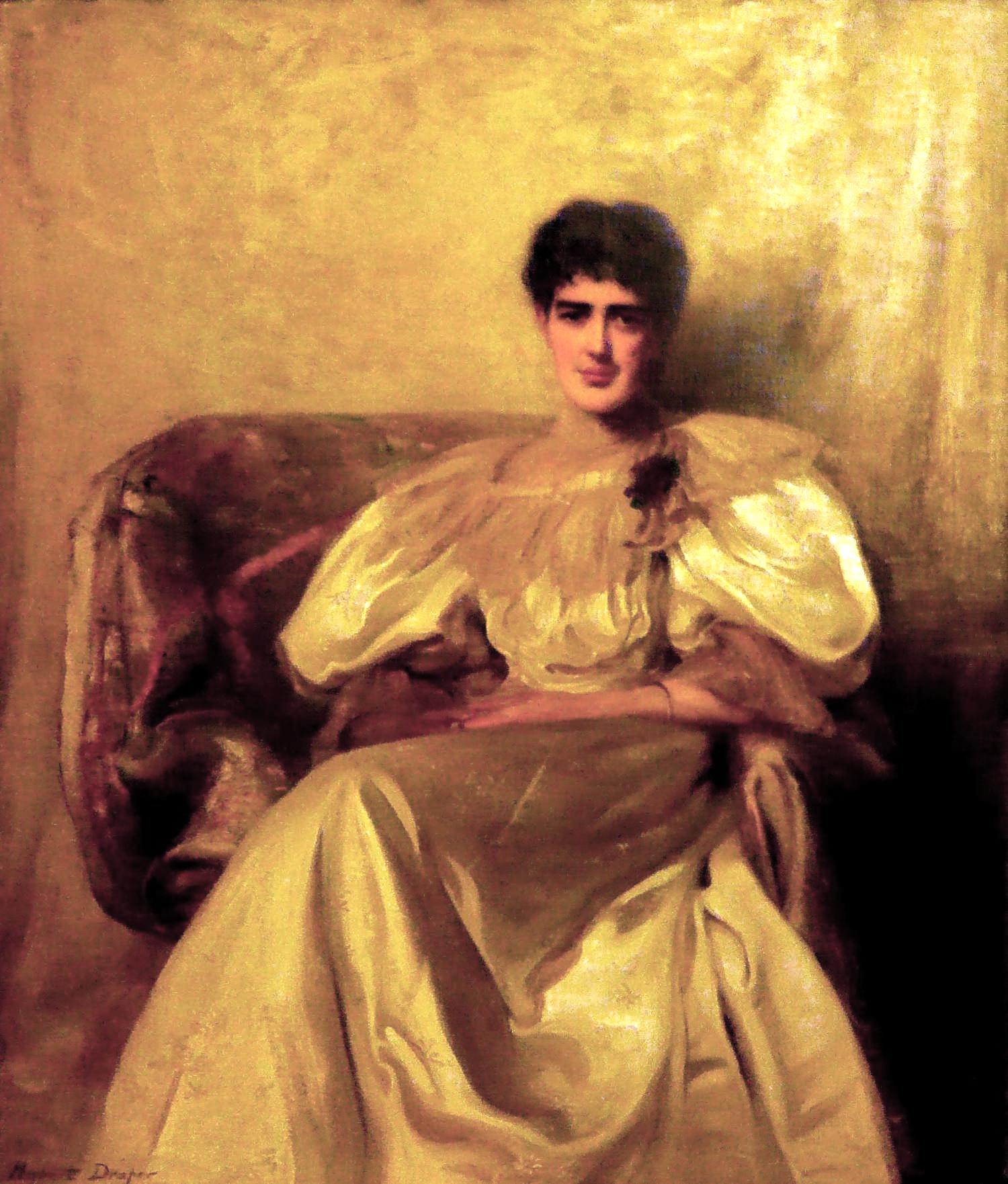
Ida Draper (date: unspecified)
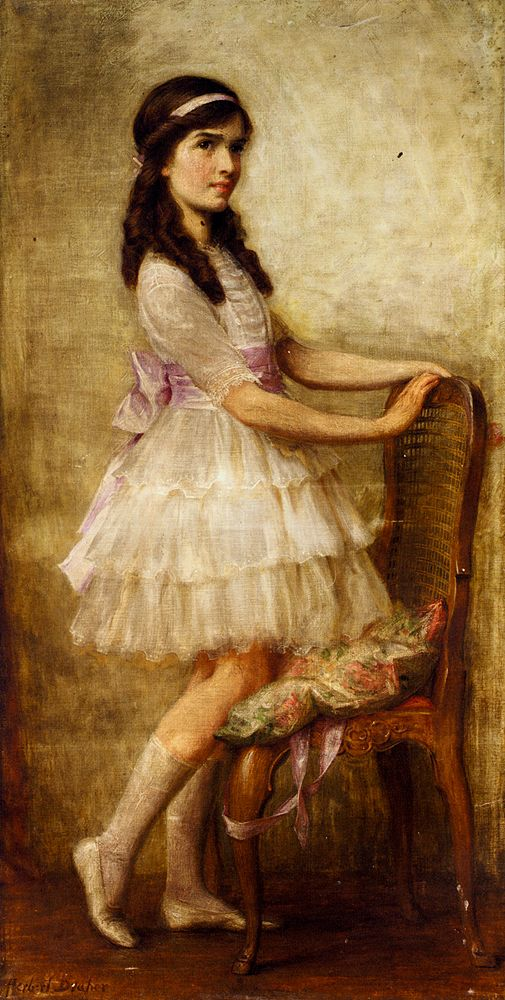
Miss Barbara de Selincourt (date: unspecified)
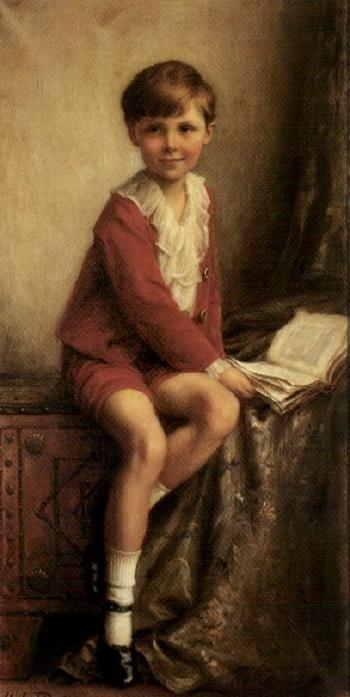
Teddy, son of Lieutenant BWG Oates (date: unspecified)
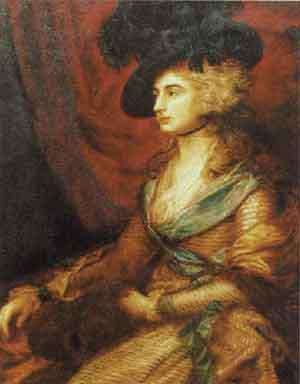
Young woman (date: unspecified)

### Altri dipinti

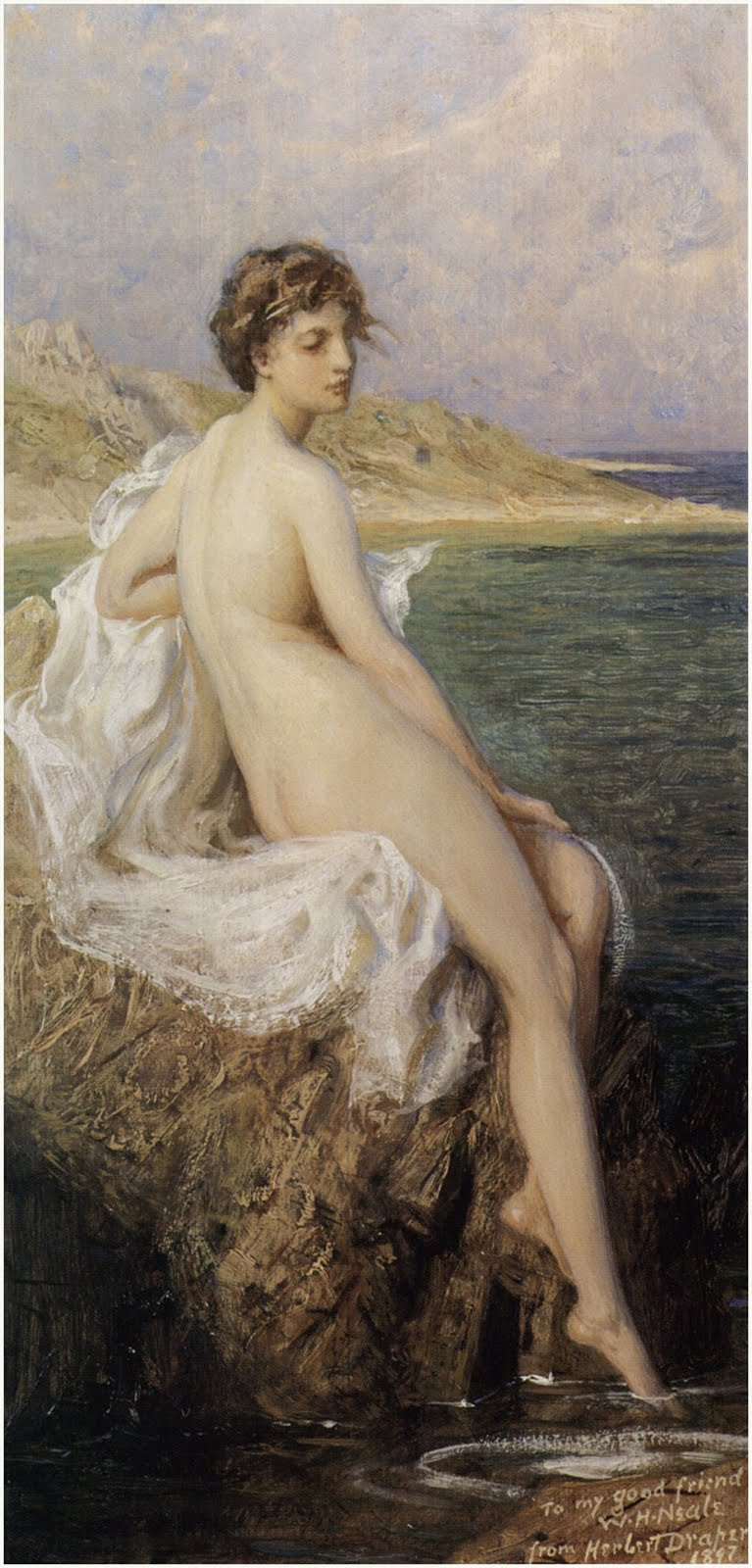
Bather (1896)
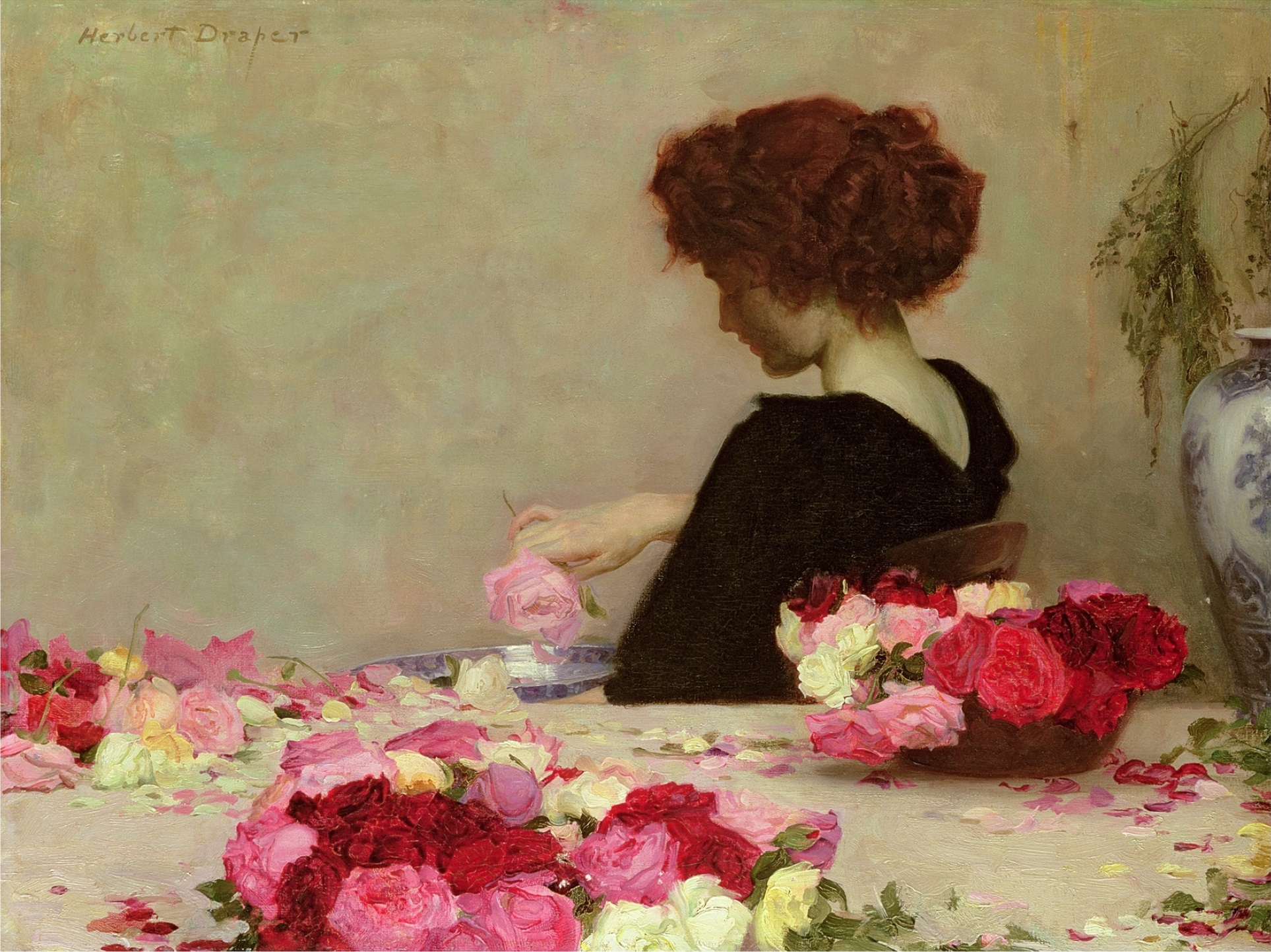
Pot Pourri (1897)
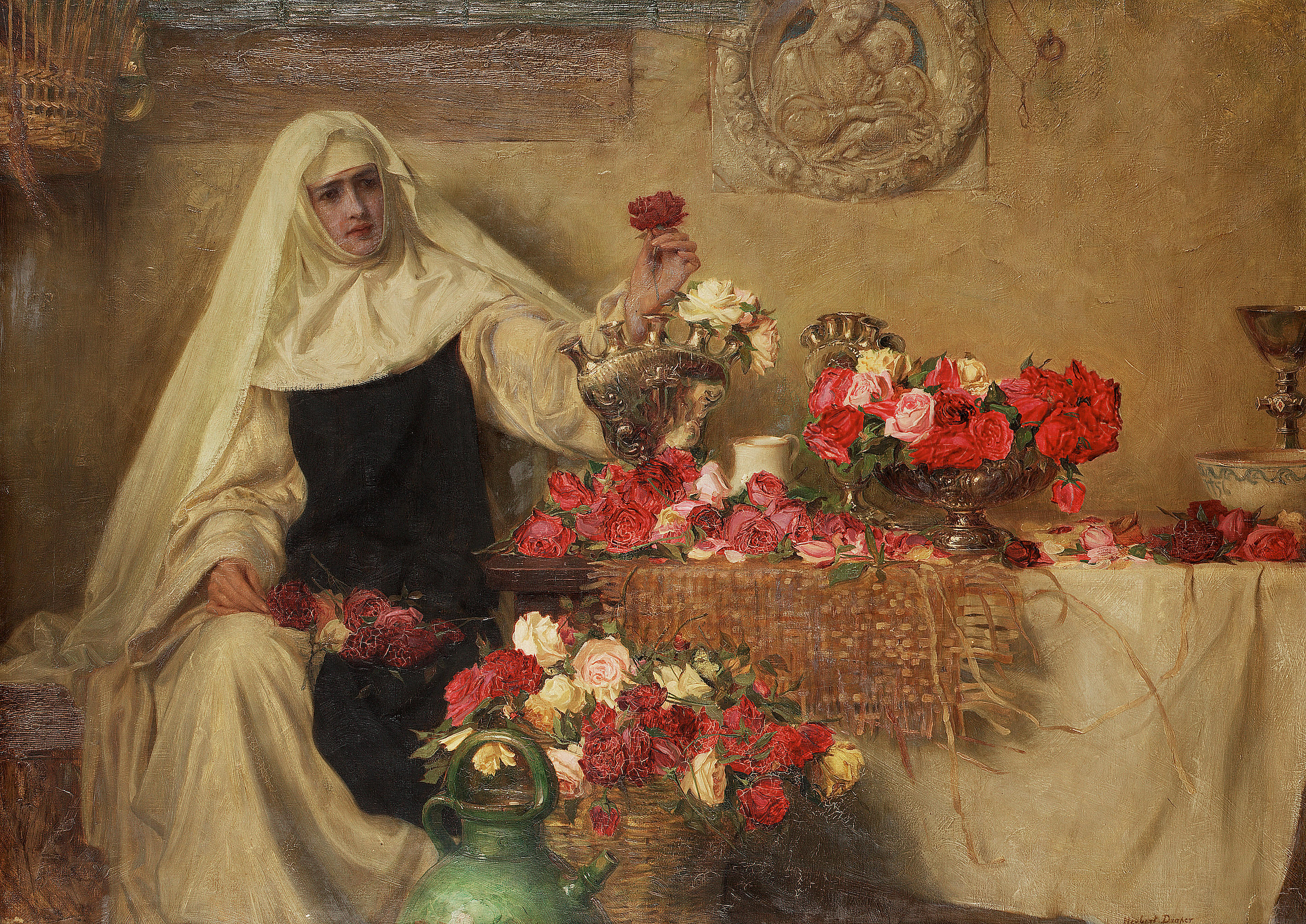
For Saint Dorothea's day (1899)
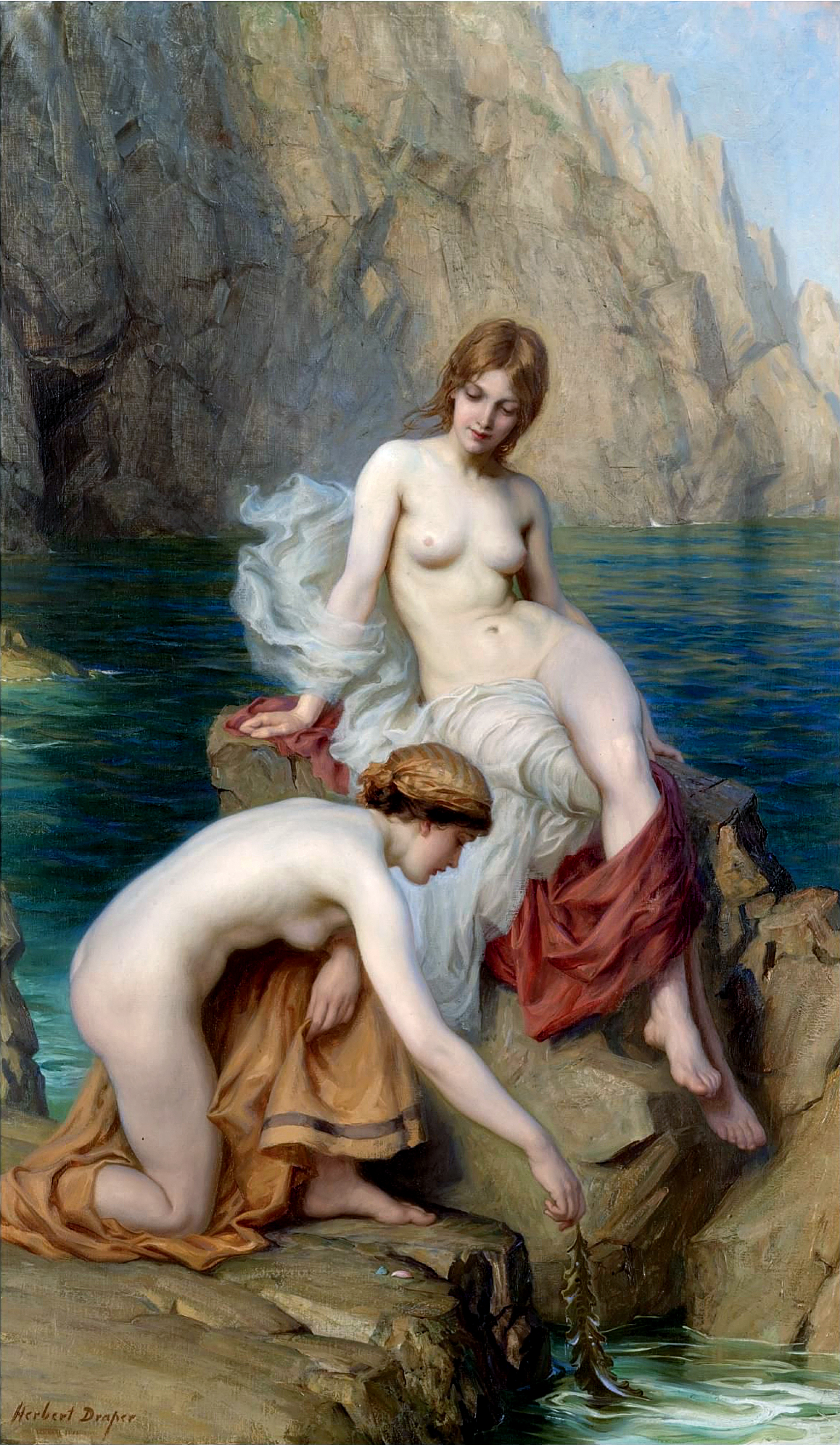
By Summer Seas (1912)
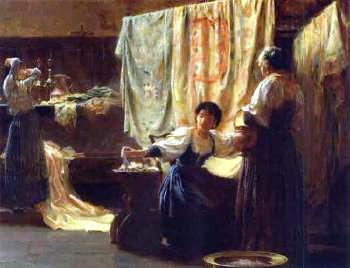
The Embroiderers (date: unspecified)
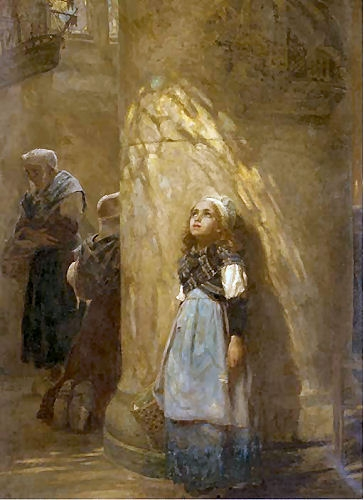
The Golden Rays (date: unspecified)
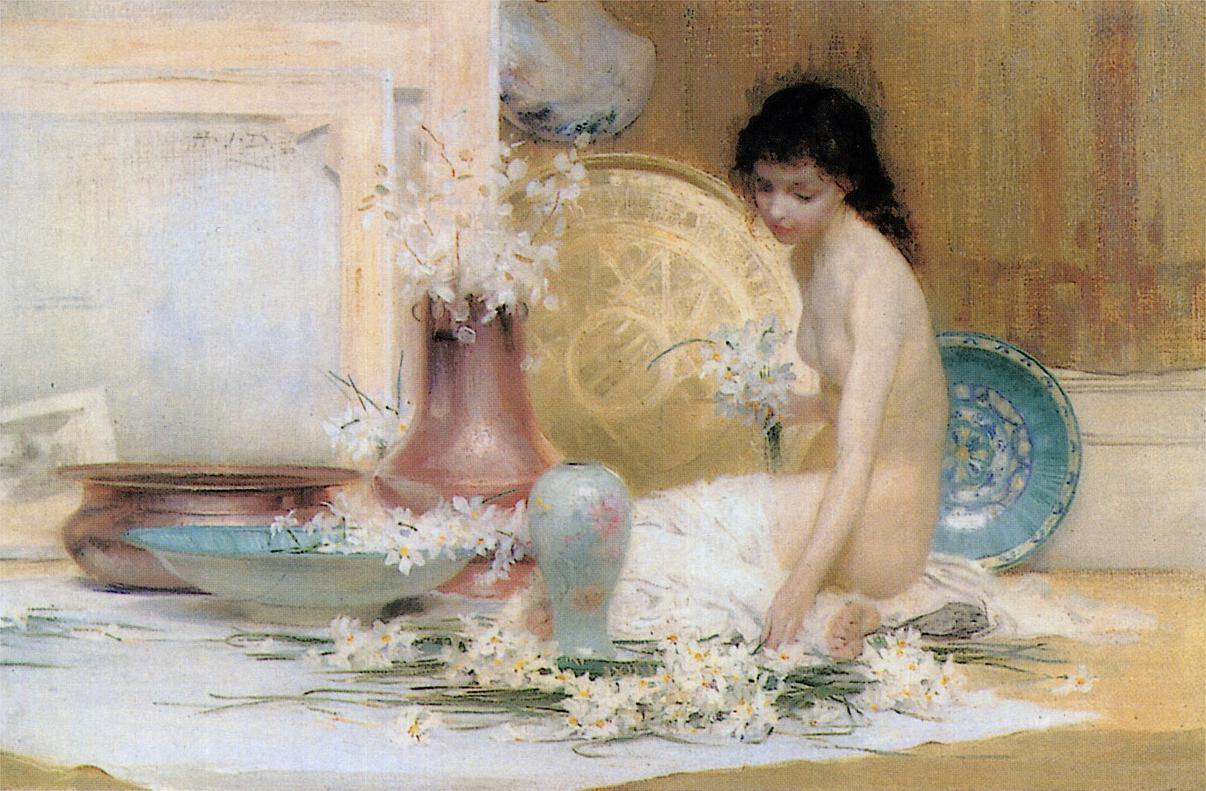
In the Studio (date: unspecified)
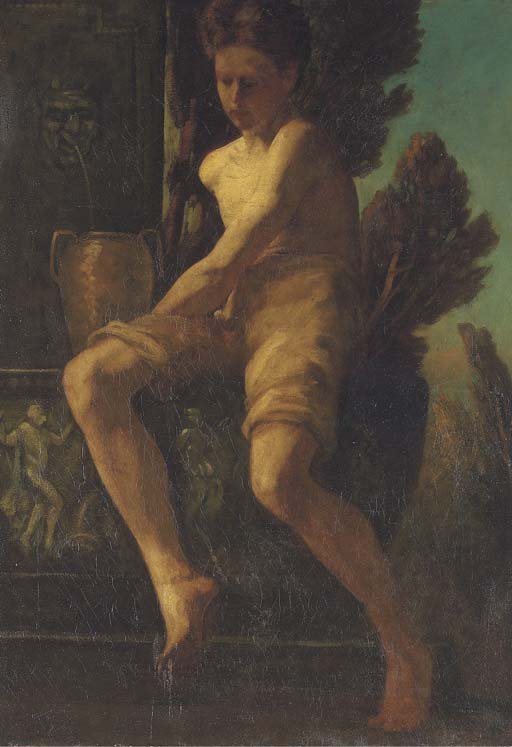
Young boy seated by a fountain (date: unspecified)
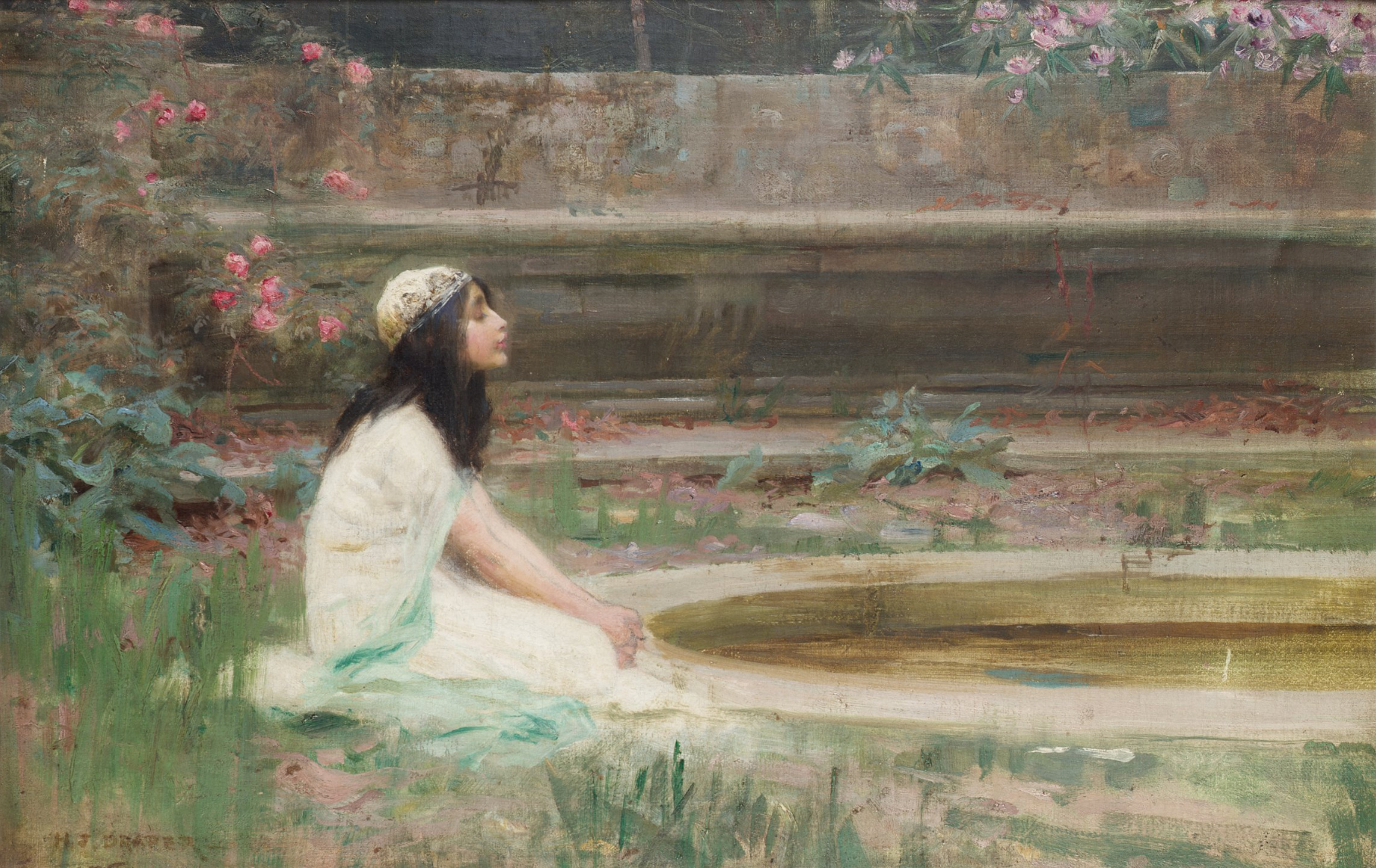
A Young Girl by a Pool (date: unspecified)

## Disegni

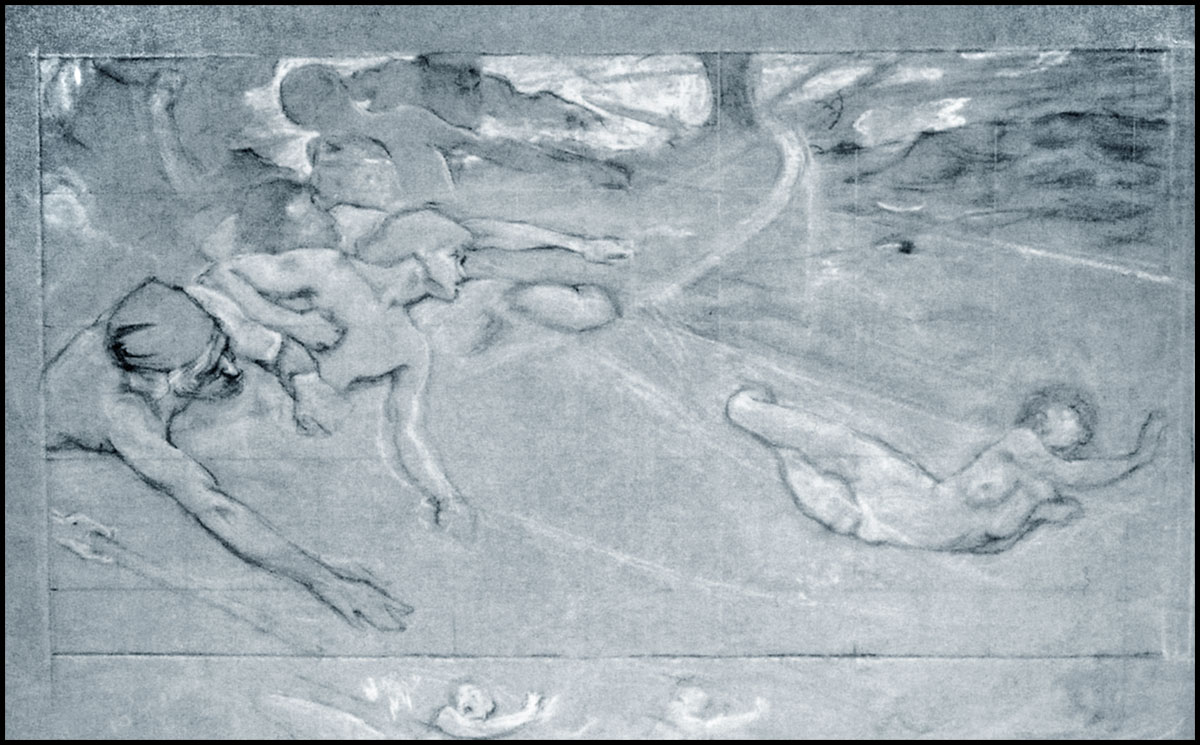
Study for The Sea Maiden composition (1894)
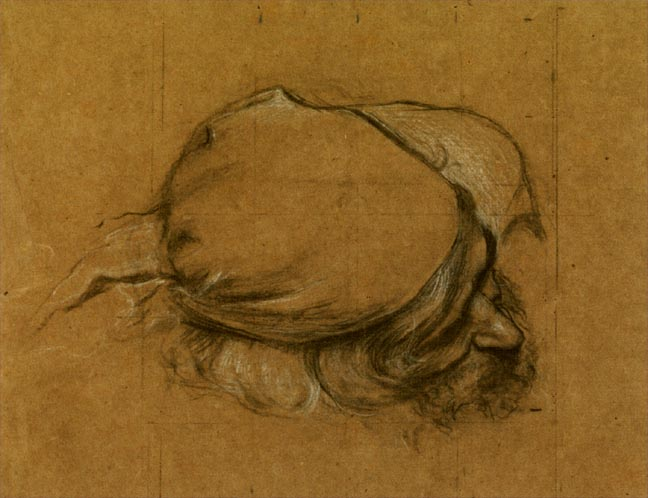
Head study for The Sea Maiden (1894)
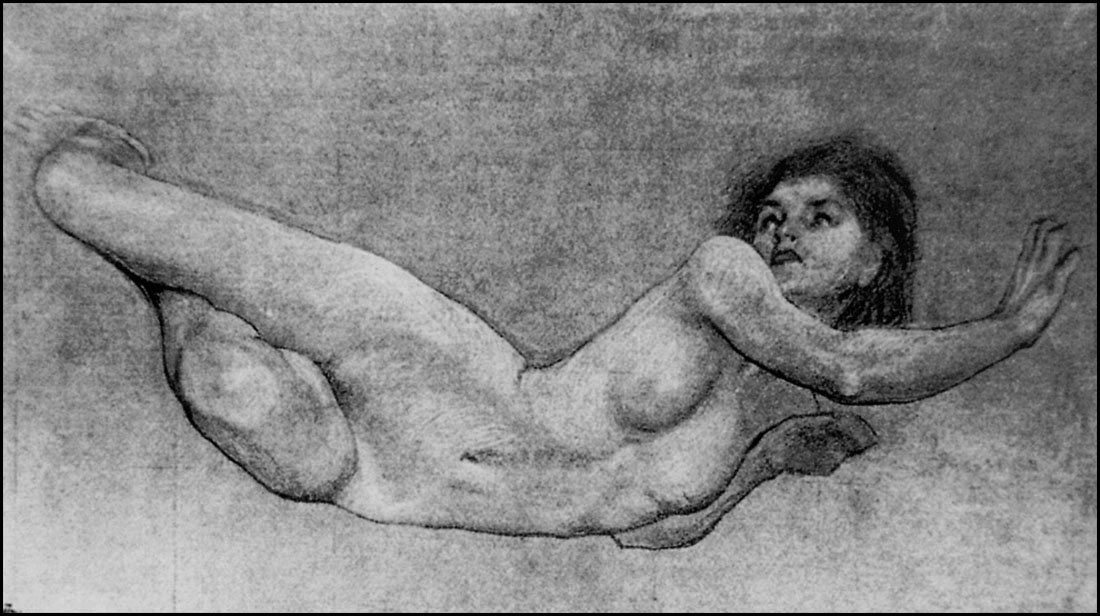
Study for The Sea Maiden (1894)
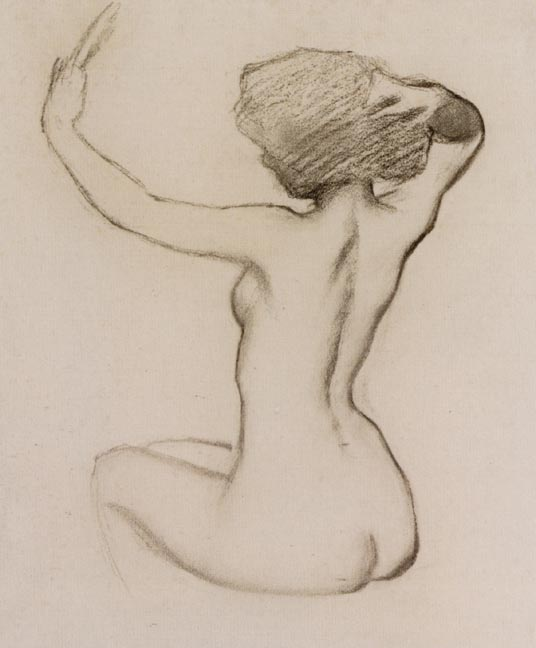
Study for Calypso (1897)
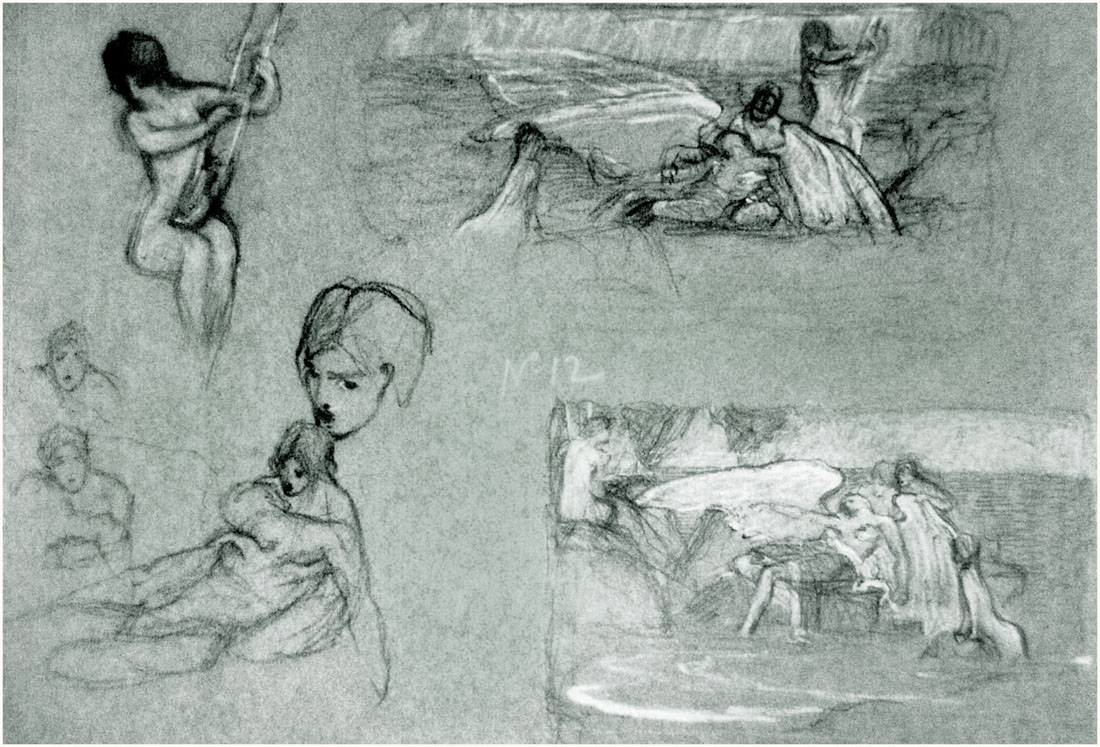
Studies for Icarus (1898)
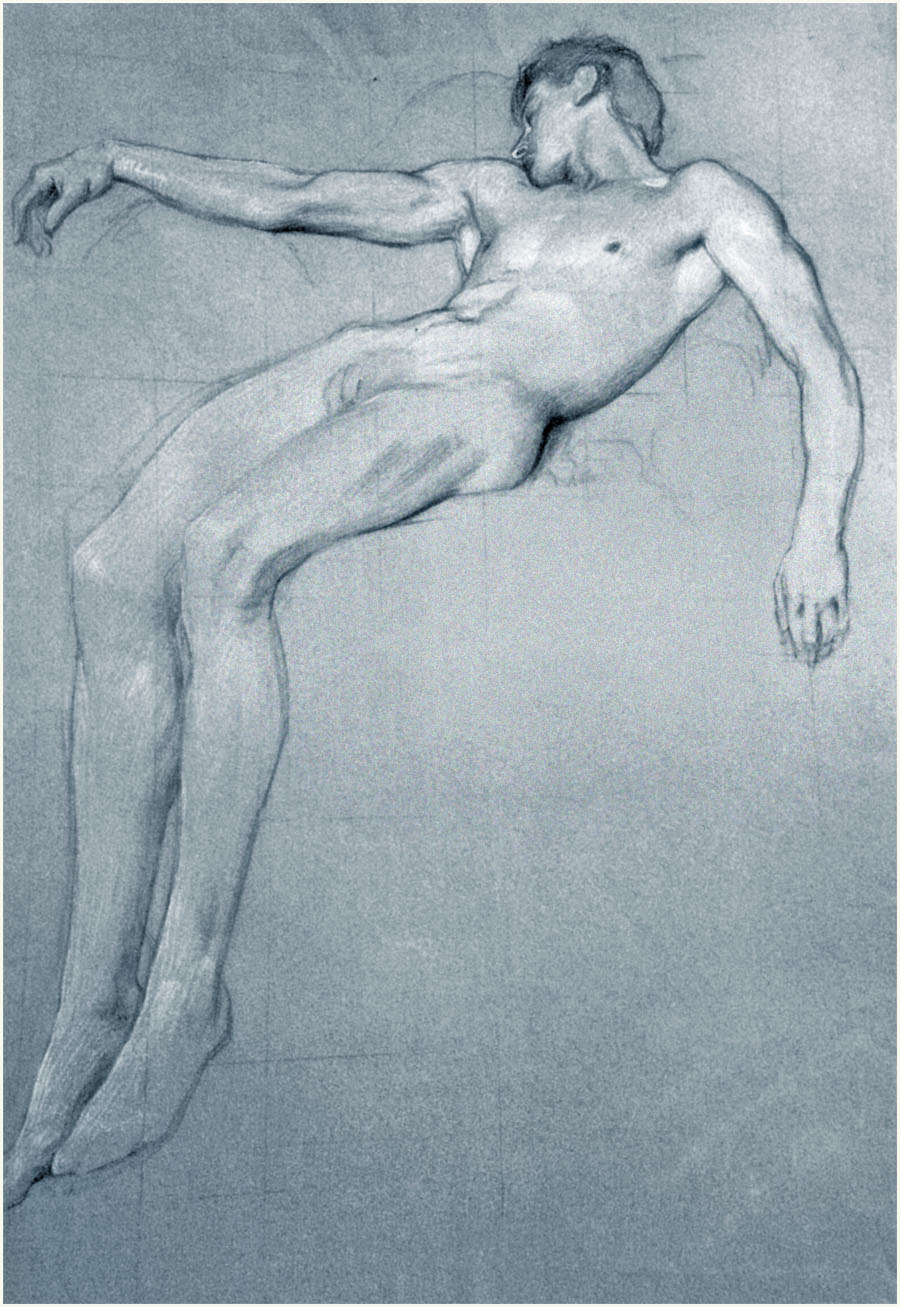
Study for Icarus (1898)
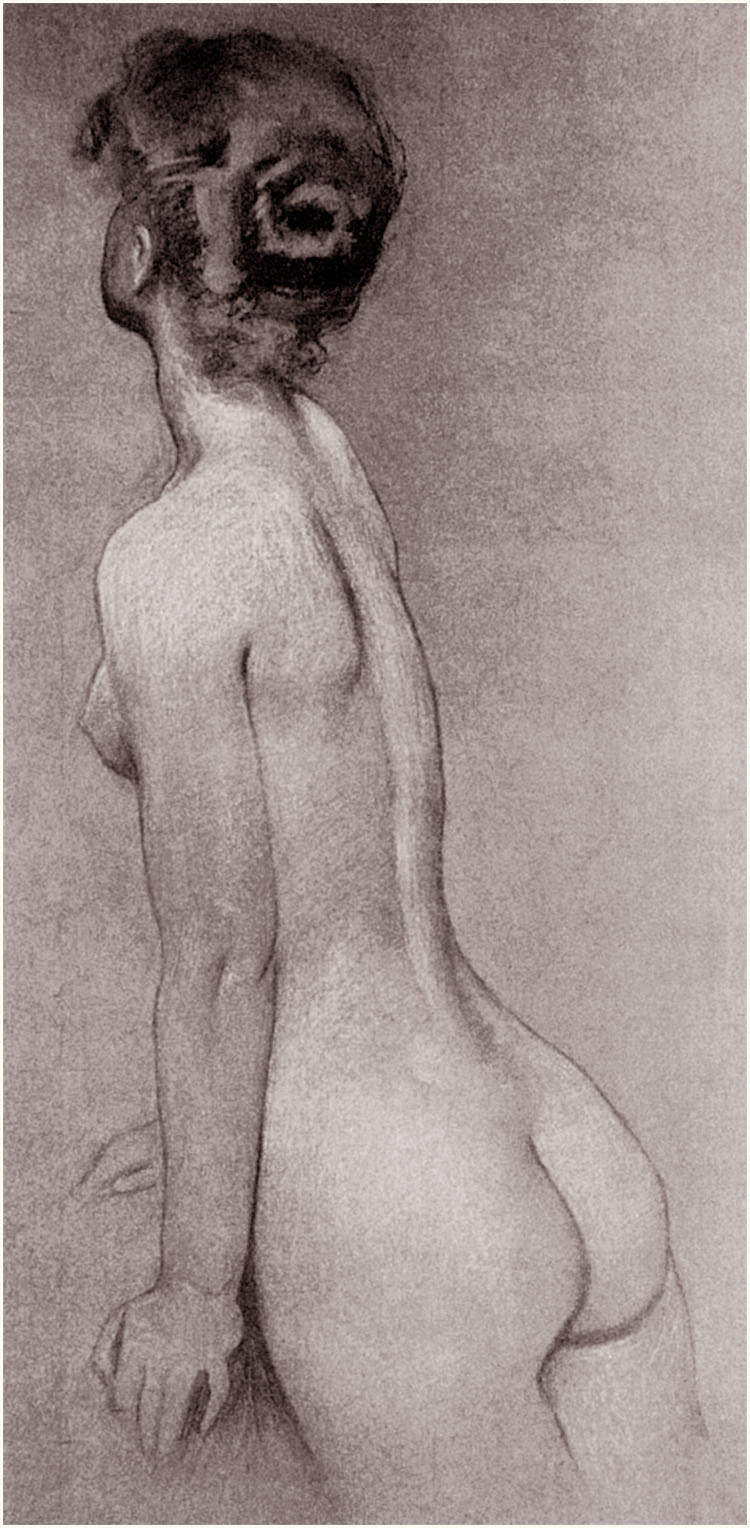
Study for Icarus (1898)
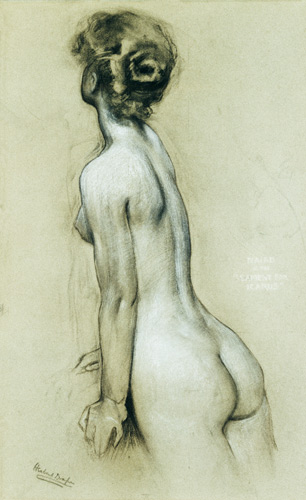
Study for Icarus (1898)
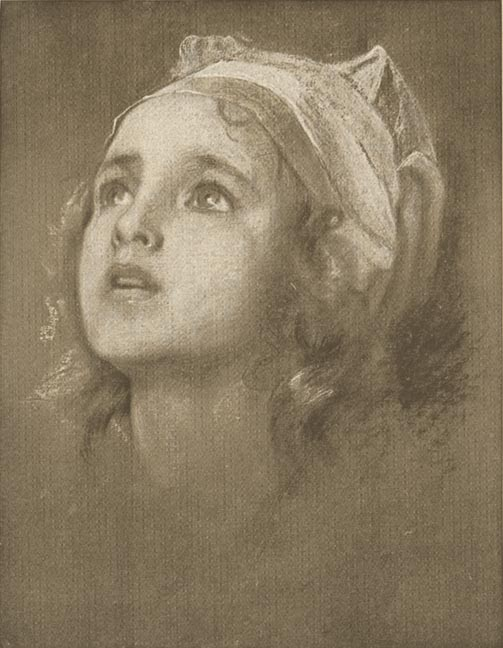
Study for The Golden Rays (before 1899)
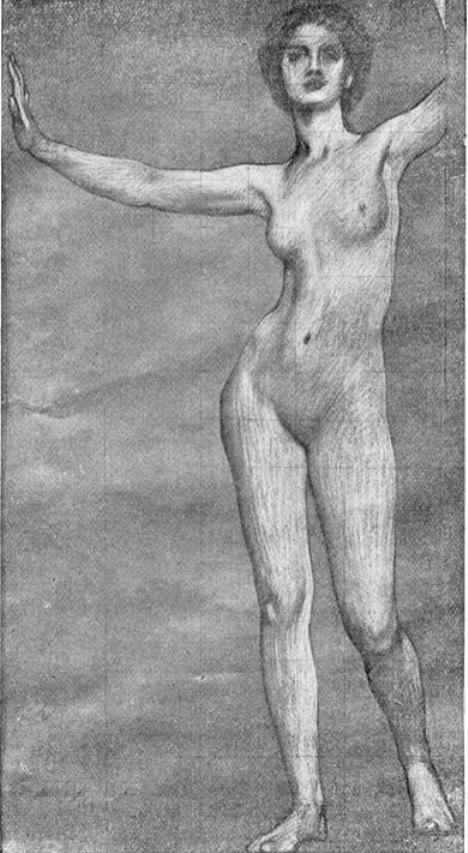
Study for The Gates of Dawn (1900)
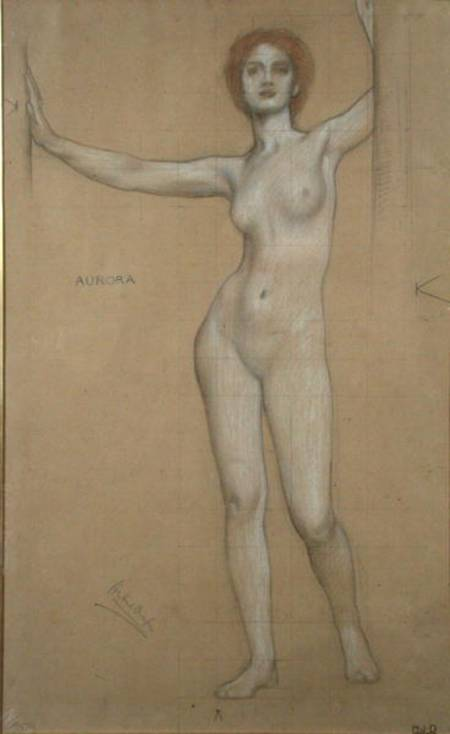
Study for The Gates of Dawn (1900)
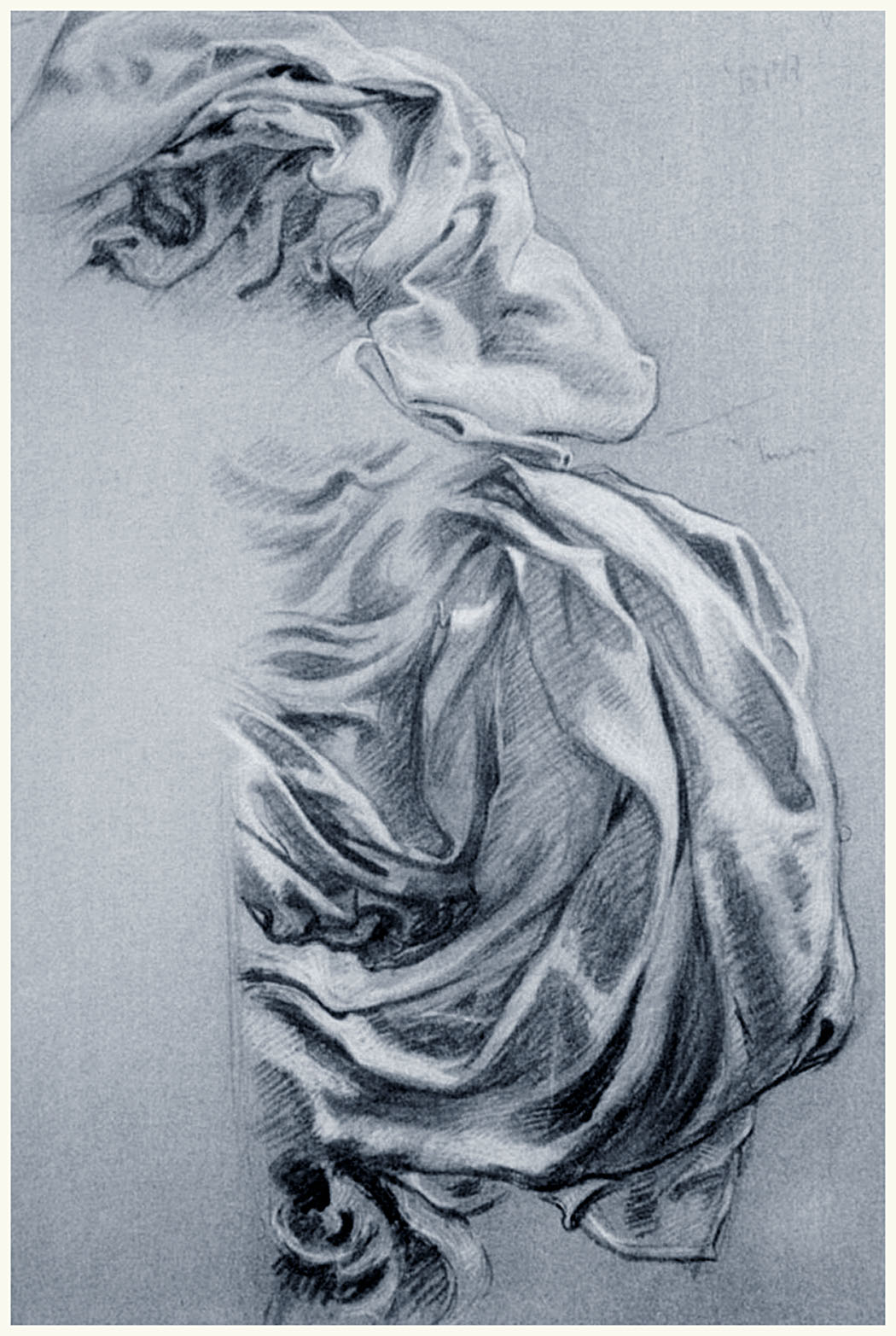
Study for Juno's cloak in Prospero (1903)
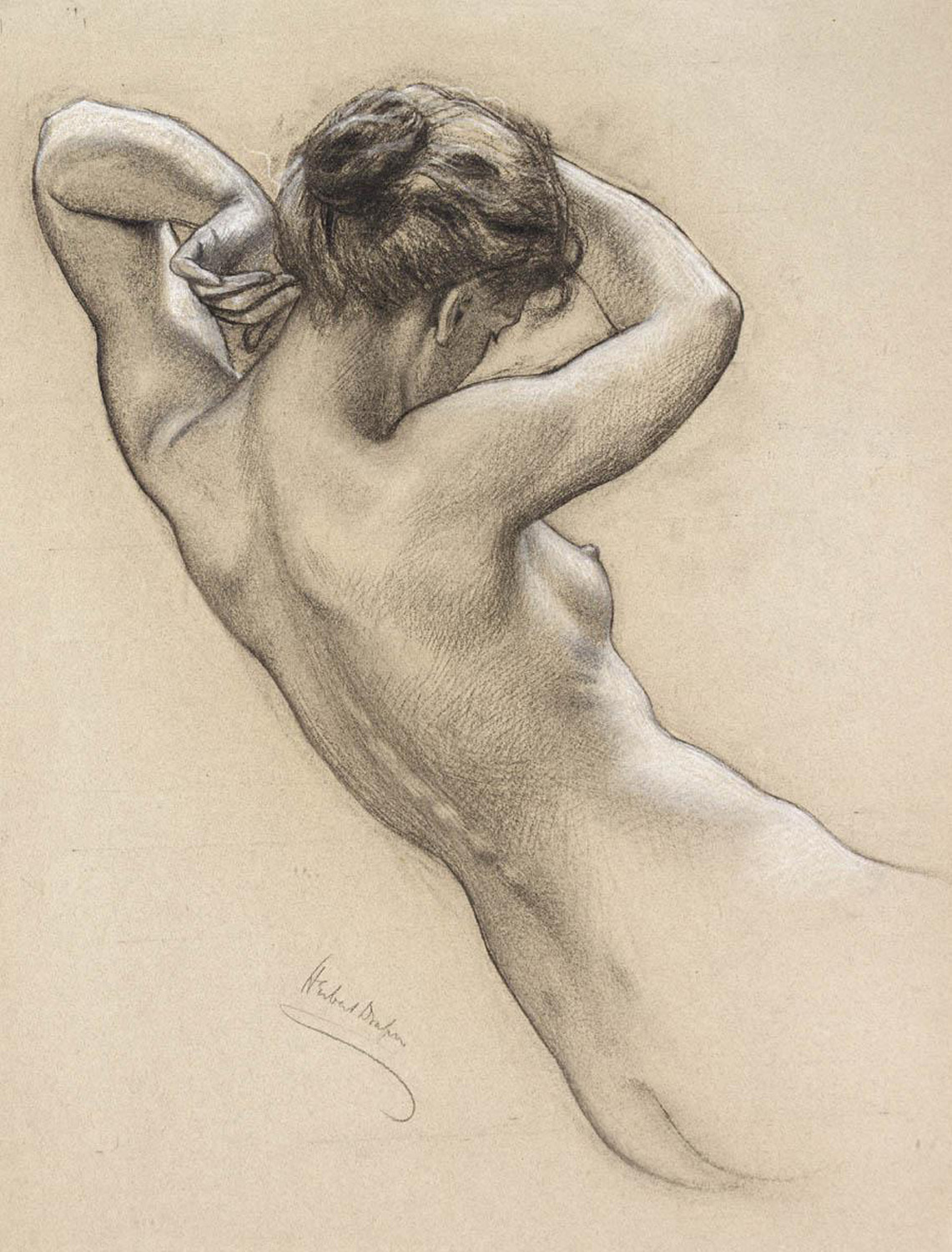
Study for Prospero (1903)
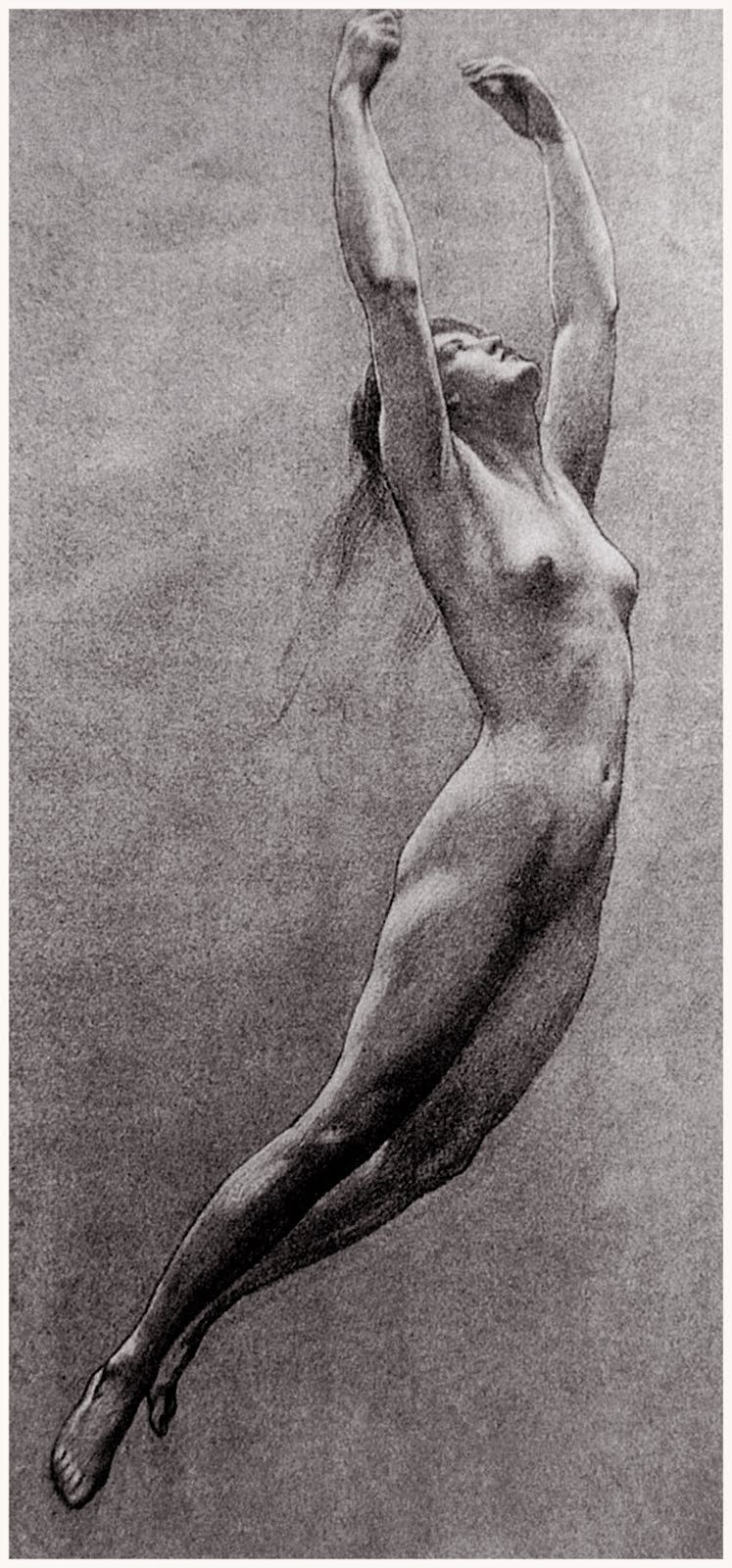
Study for Iris in Prospero (1903)
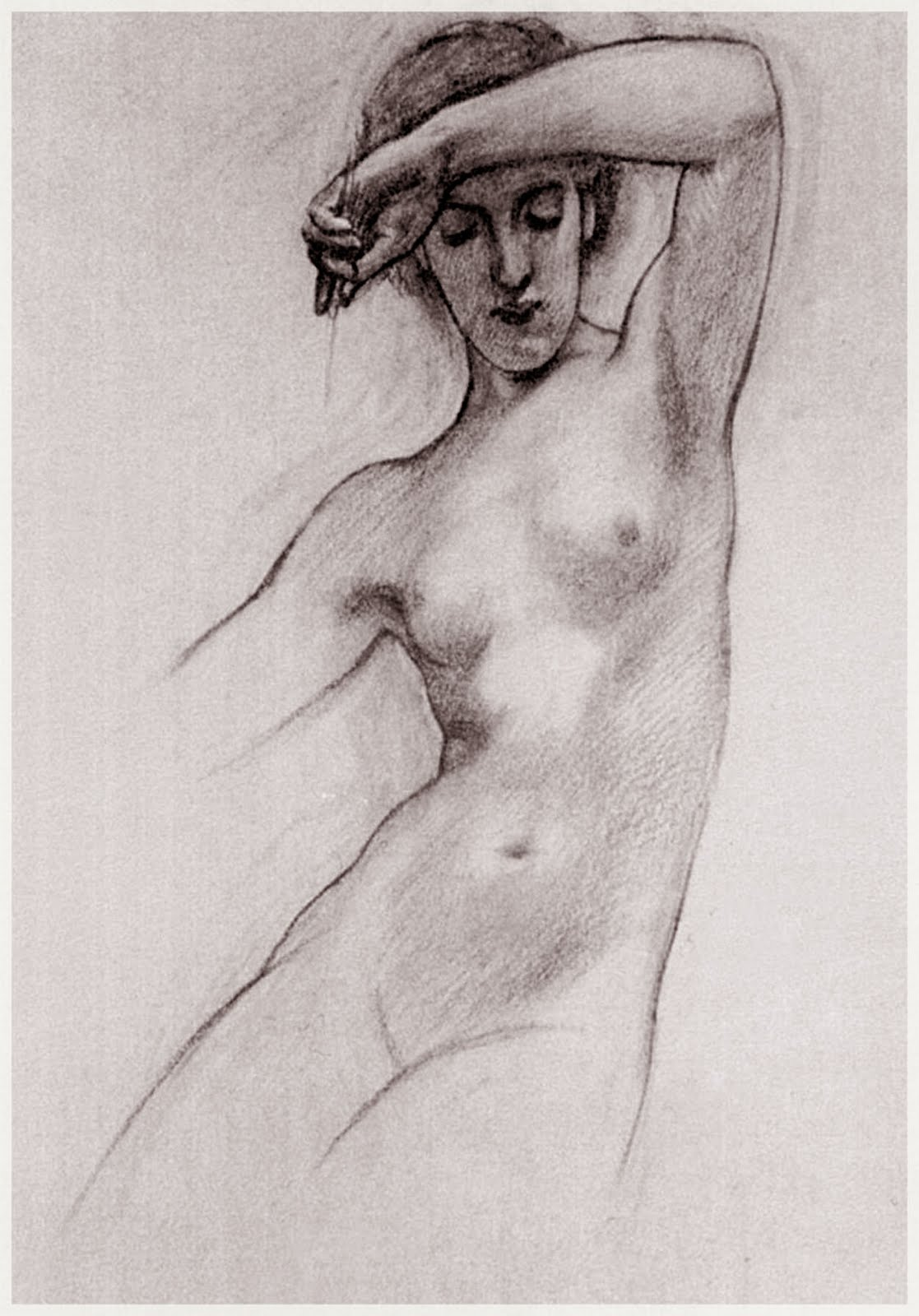
Study for Prospero (1903)
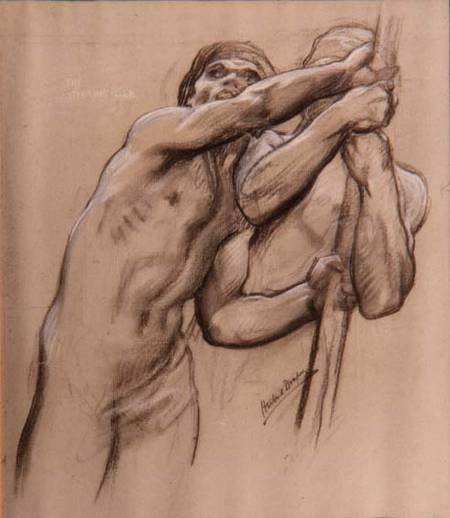
The Steering Oar, study for The Golden Fleece (1904)
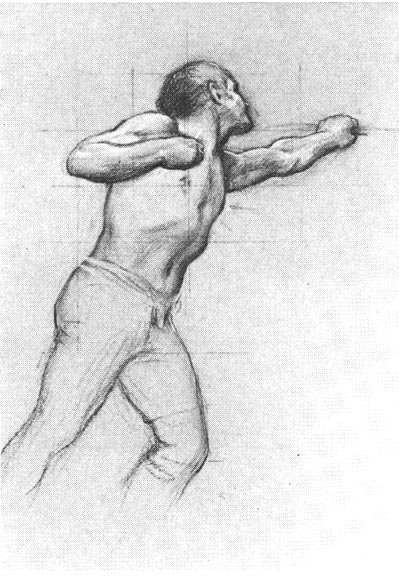
Study for The Golden Fleece (1904)
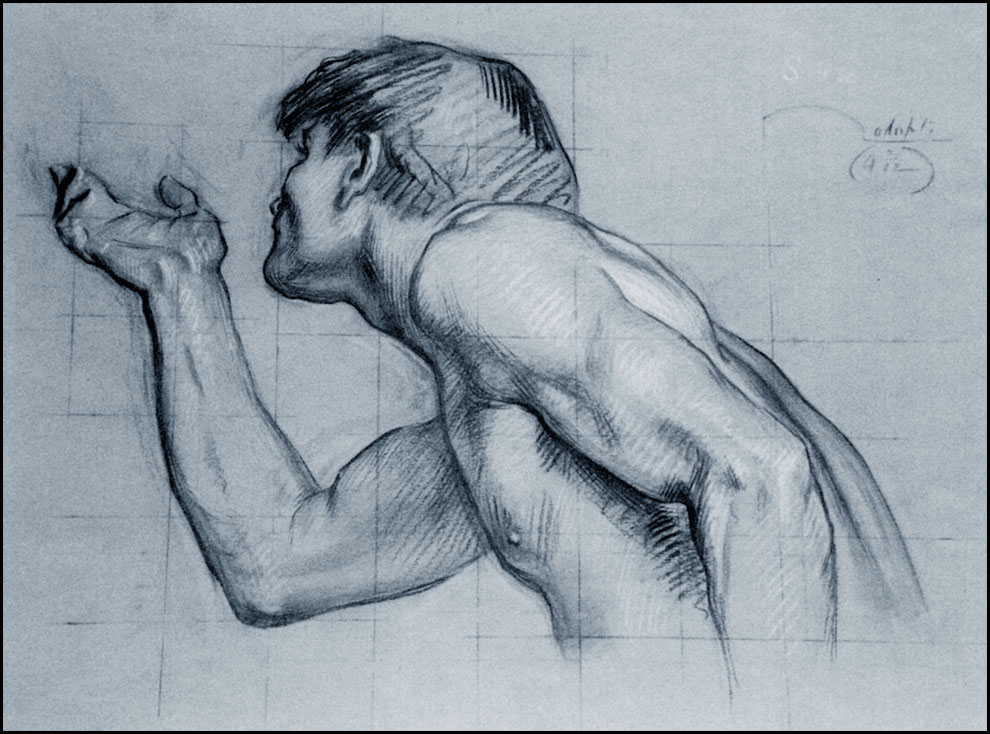
Study for The Pearls of Aphrodite (1907)
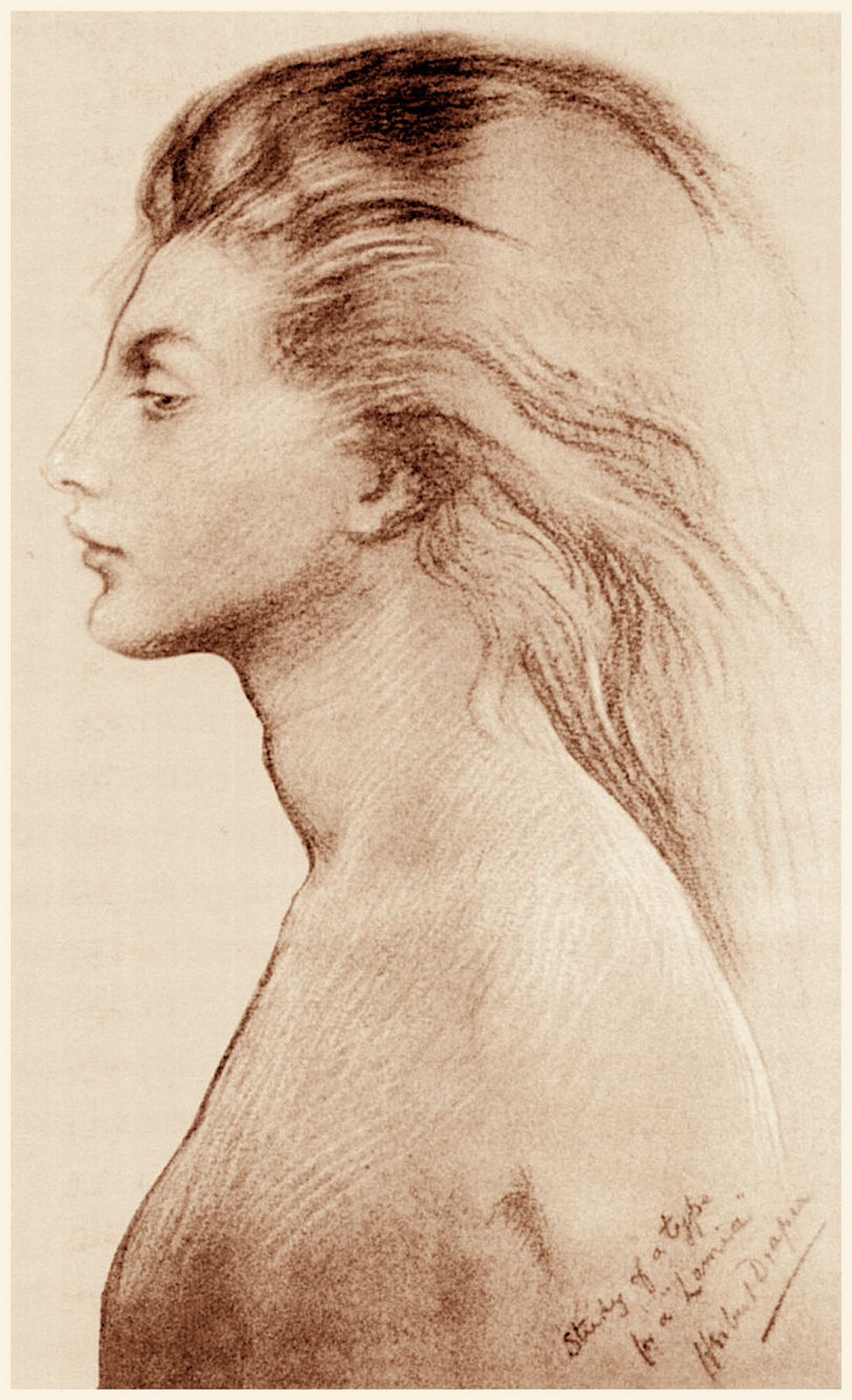
Study for Lamia (1909)
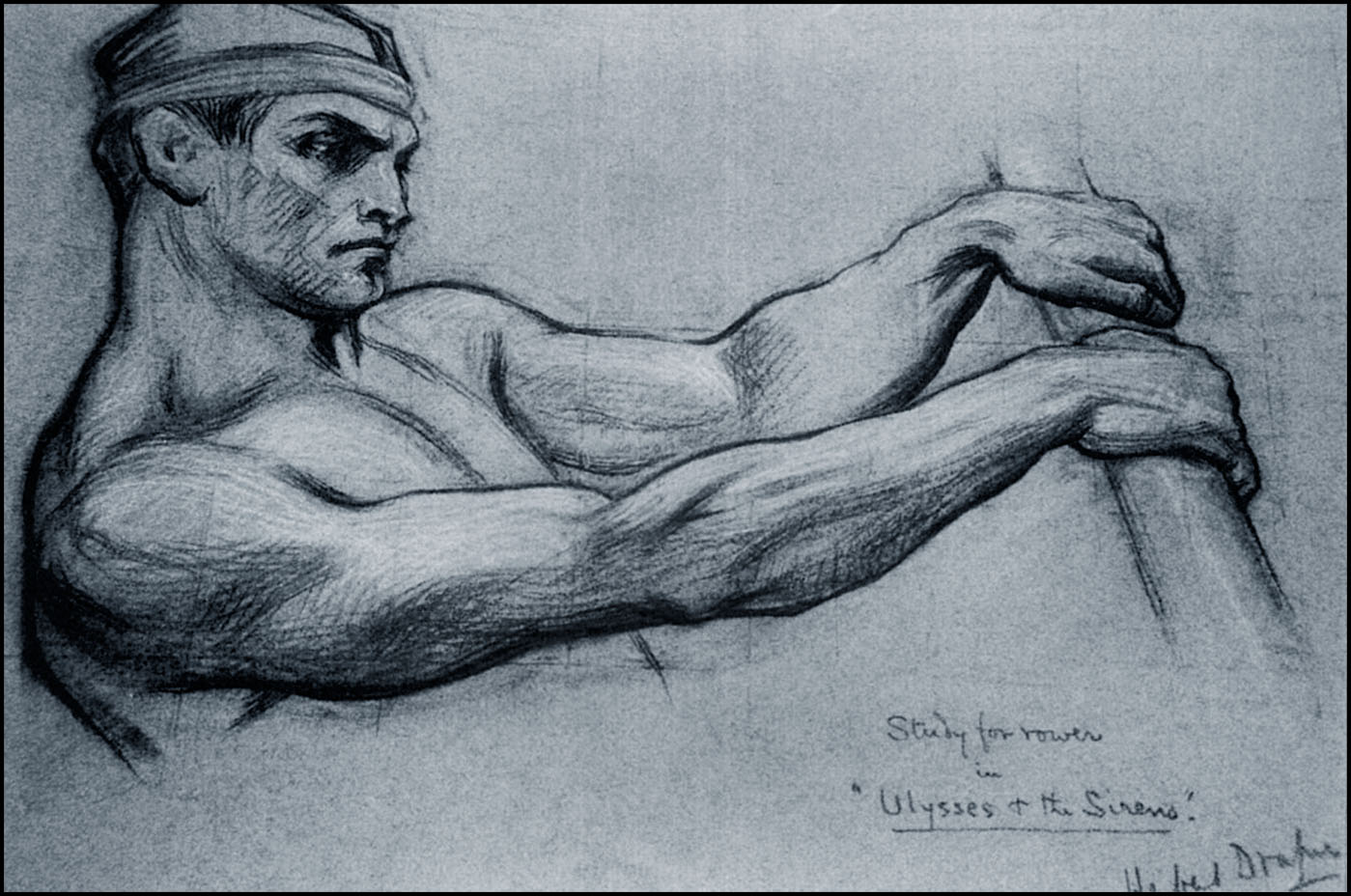
Study for rower in Ulysses (1909)
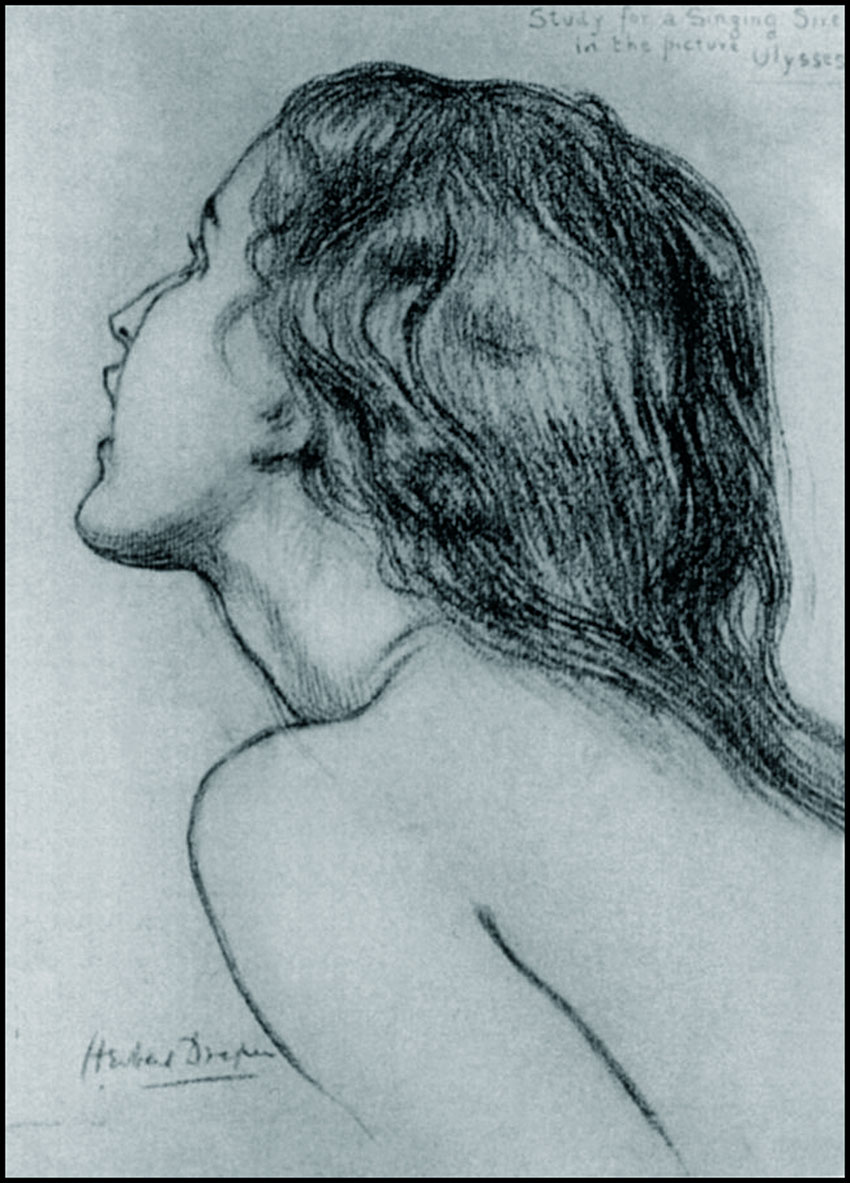
Study for a siren in Ulysses (1909)
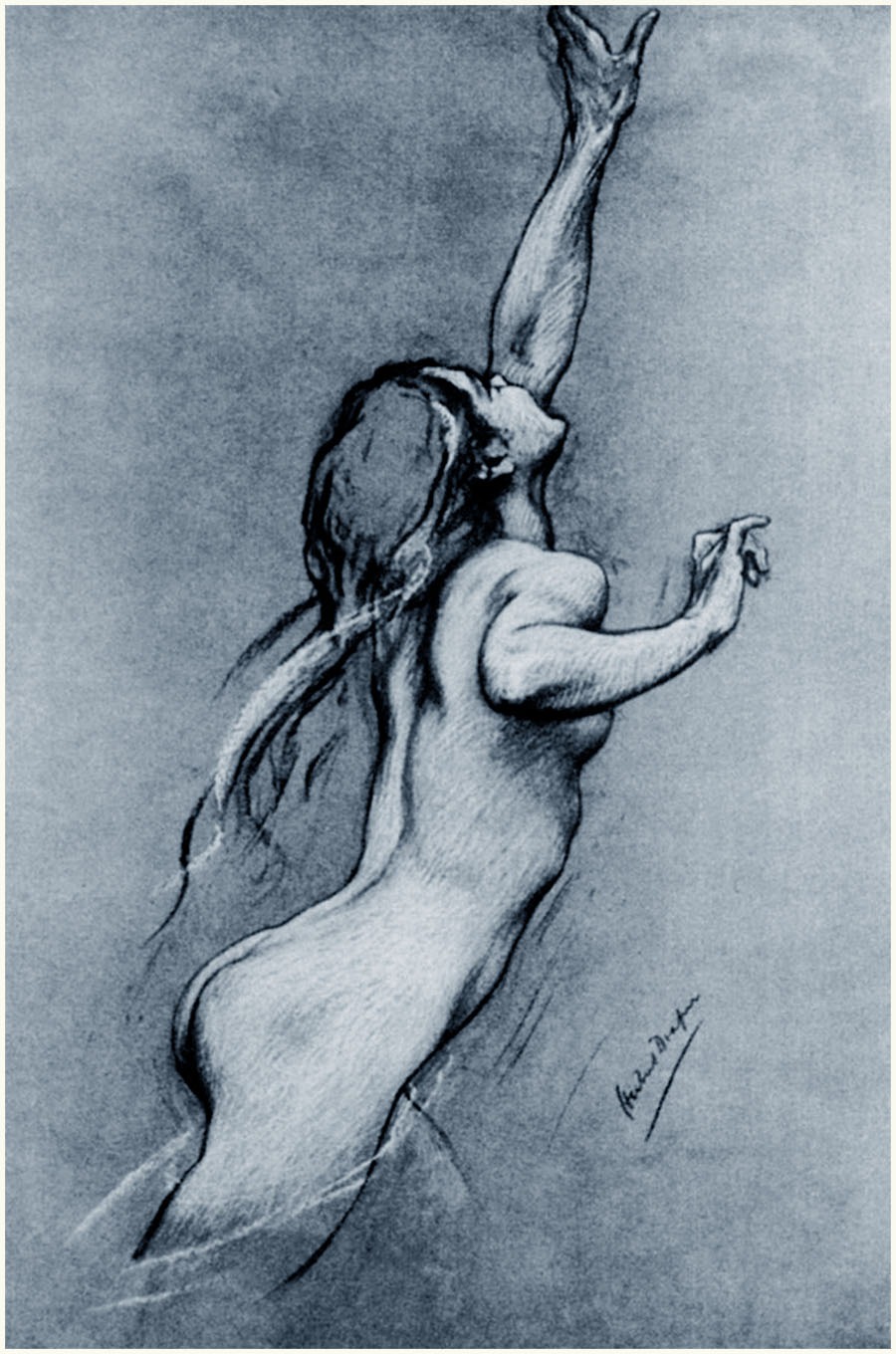
Study for Flying Fish (1910)
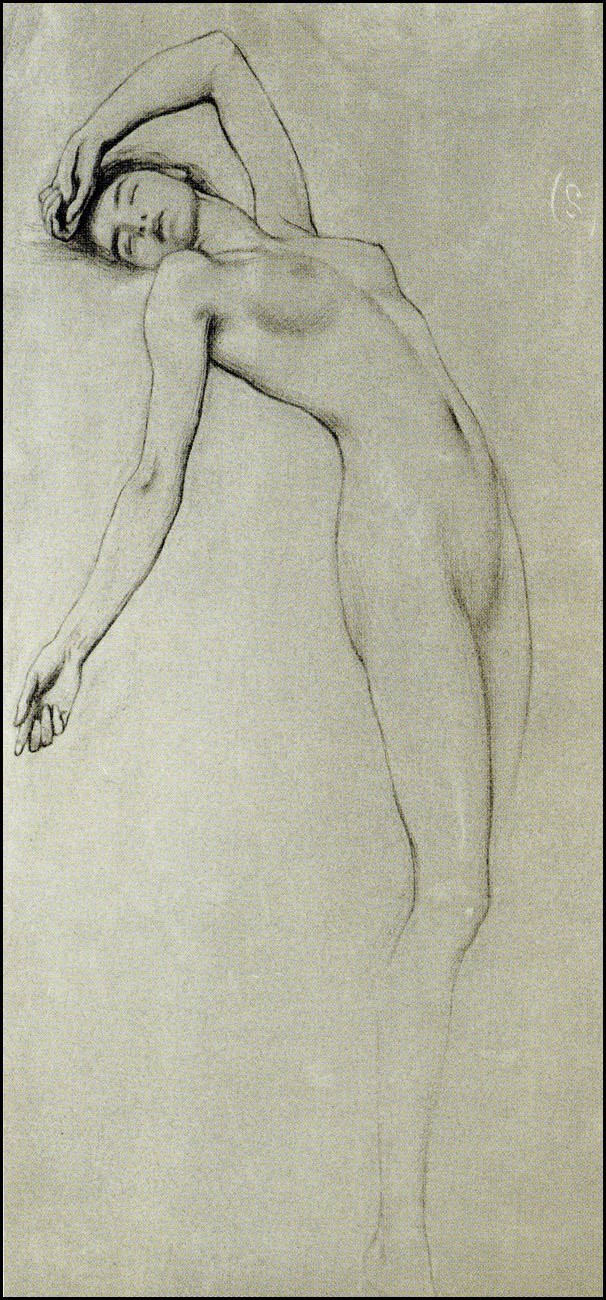
Study for Clyties of the Mist (1912)
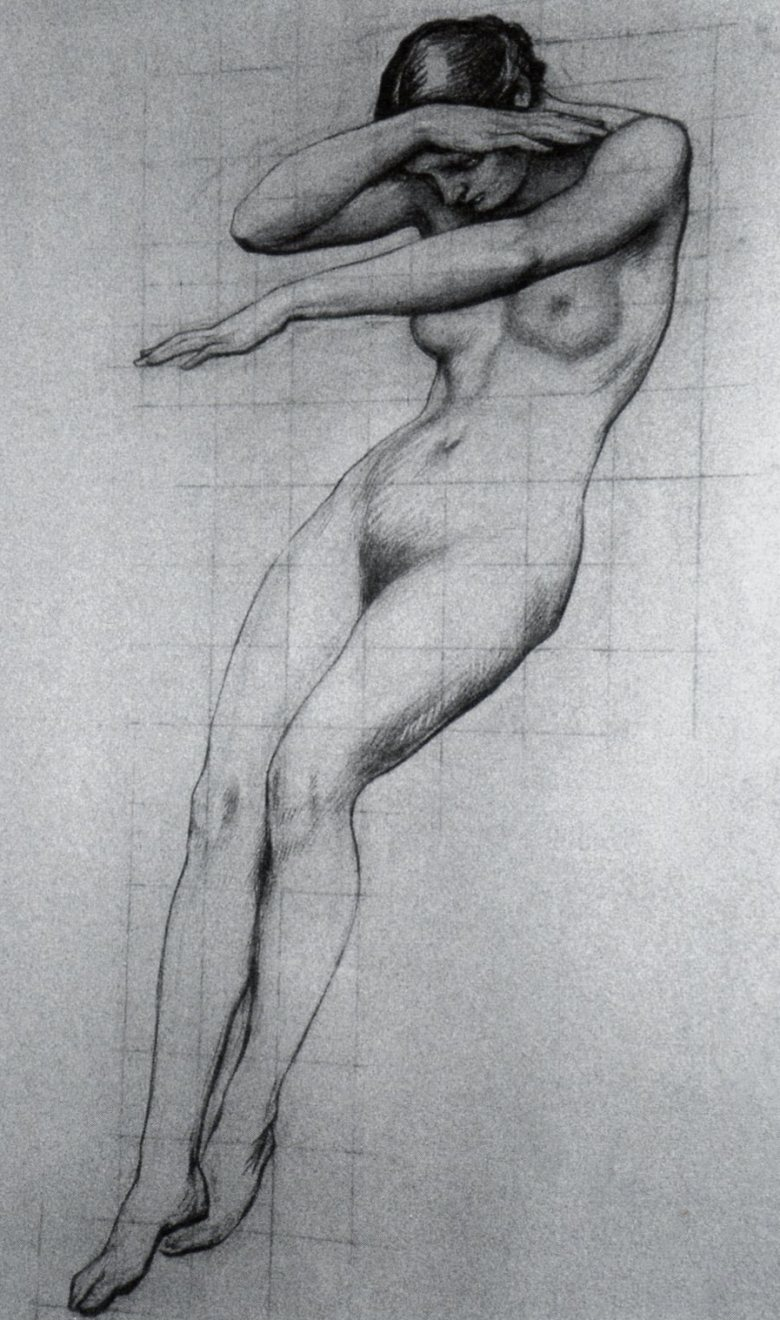
Study for Clyties of the Mist (1912)
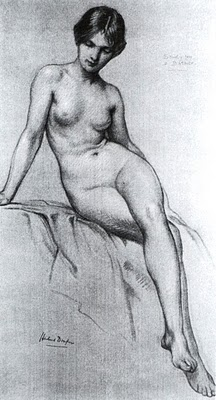
Study for By Summer Seas (1912)
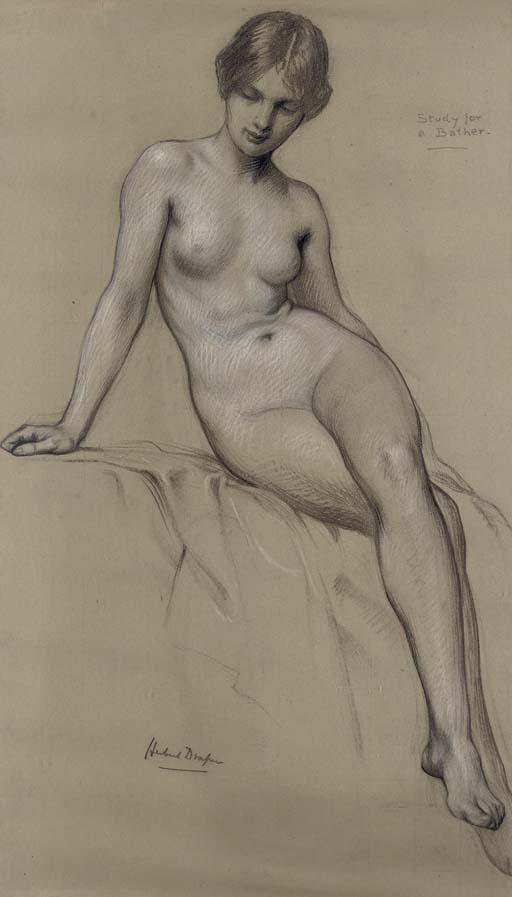
Study for The Kelpie (1913)
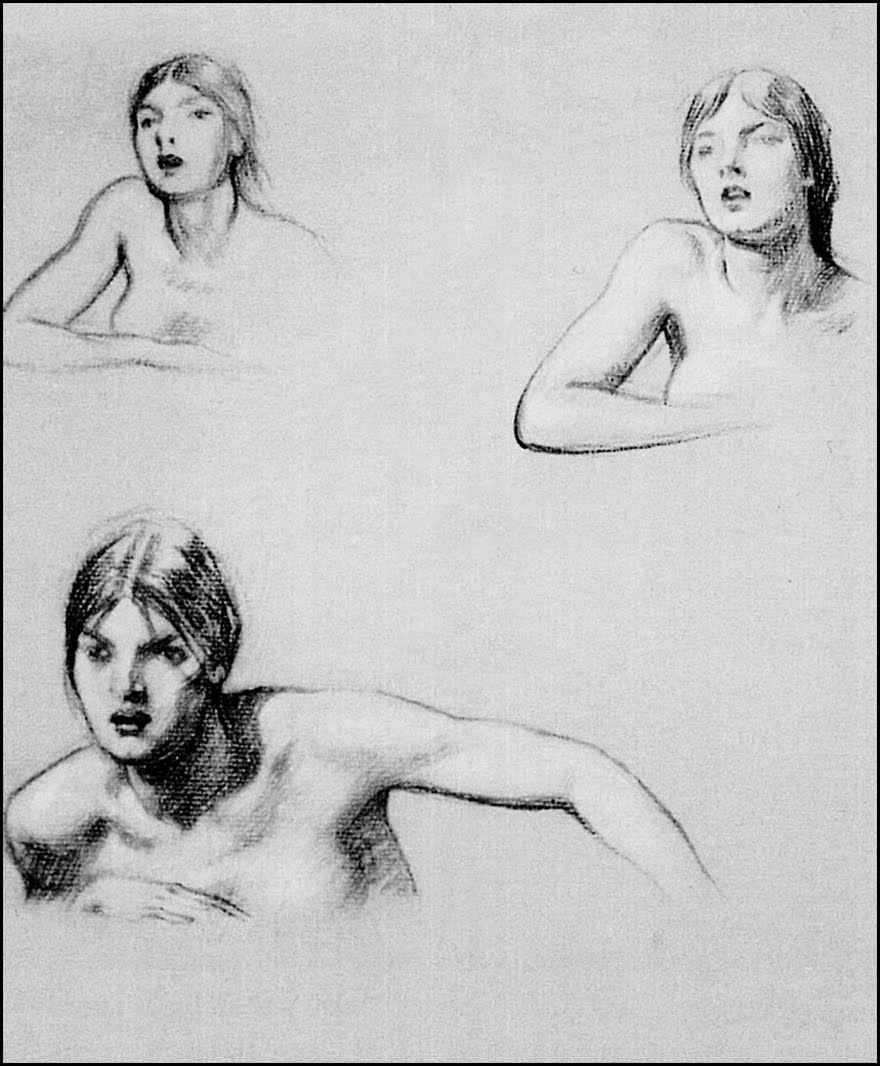
Studies for Halcyone (1915)
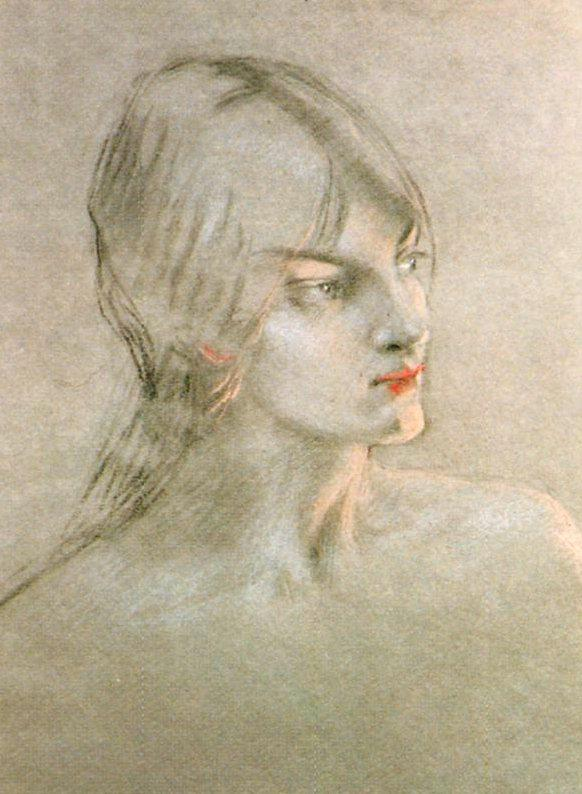
Study for Réveil (1918)
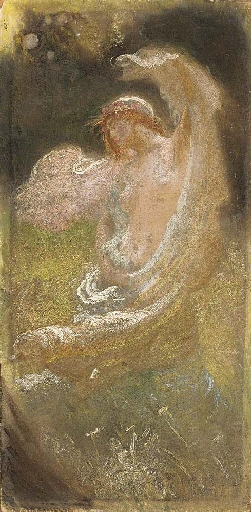
A Nymph in a Sunlit Glade (date: unspecified)
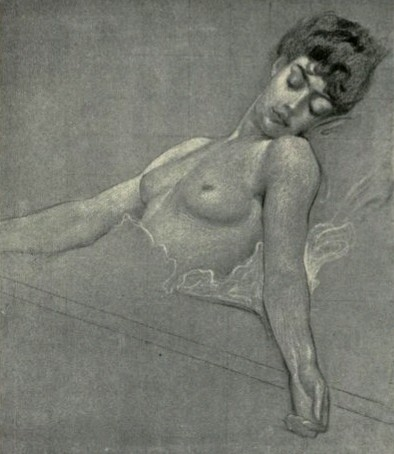
Study for Autumn (date: unspecified)
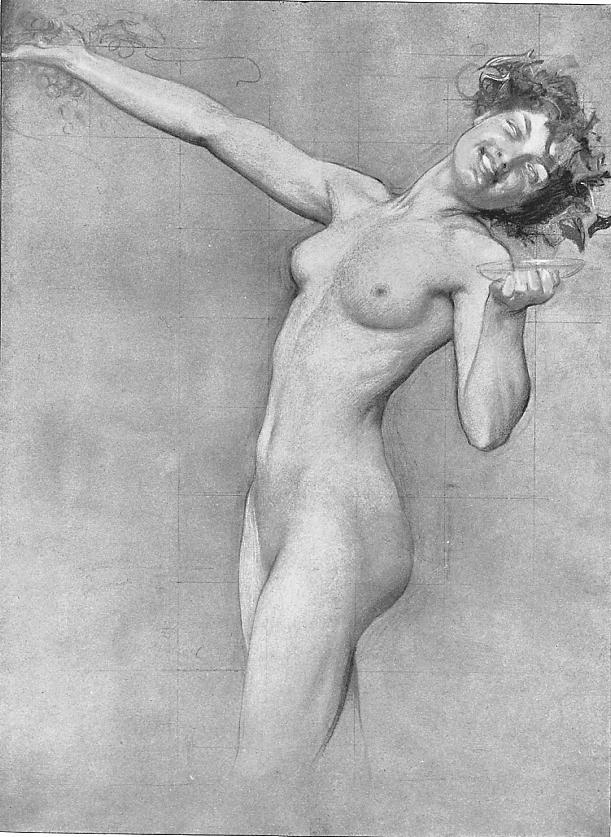
Study for The Vintage Morn (date: unspecified)
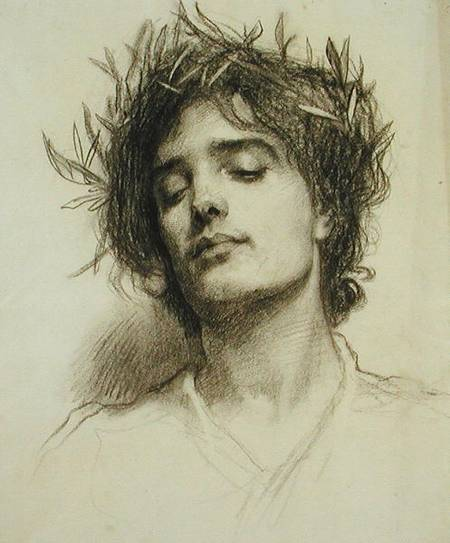
Figure with a laurel wreath (date: unspecified)
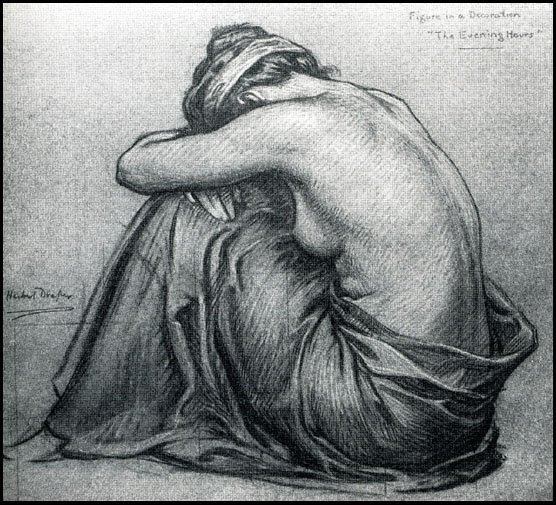
Figure study (date: unspecified)

## Bibliografia

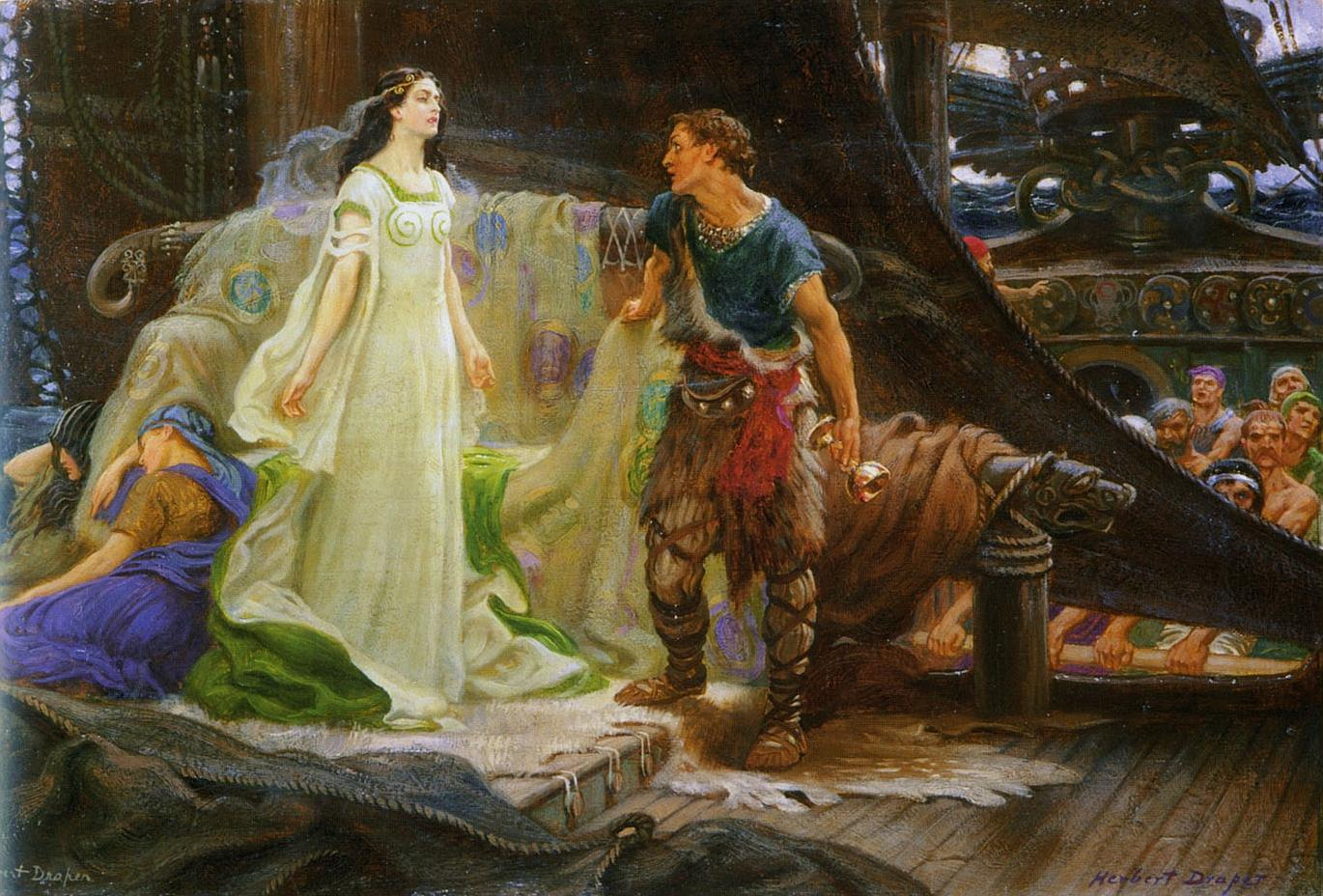
Tristano e Isotta di Draper